# Rostliny a živočichové v NP Šumava
Rostliny a živočichové v NP Šumava představují jeden z hlavních předmětů ochrany která je prováděna Správou NP Šumava. V NP jsou chráněny jak jednotlivé druhy, méně i více ohrožené, tak i jejich životní prostředí, jako neoddělitelný celek.

## Rostliny
Téměř celé území Šumavy pokrývají lesy – listnaté, smíšené lesy, horské lesy a horské smrčiny. Na plochém a mírně zvlněném povrchu Plání, tam, kde se hromadí voda, jsou rozlehlá rašeliniště, a najdeme zde i rostlinné druhy přežívající z dob ledových (glaciální relikty). Šumavská květena a rostlinstvo je charakteristickou ukázkou středohorské středoevropské flóry, se specifiky, danými relativní blízkostí alpského vysokohorského masivu. Celkový počet taxonů vyšších rostlin v rámci celé oblasti současné CHKO a NP Šumava lze odhadnout asi na 1260 taxonů. V NP Šumava se vyskytuje více než 500 druhů.

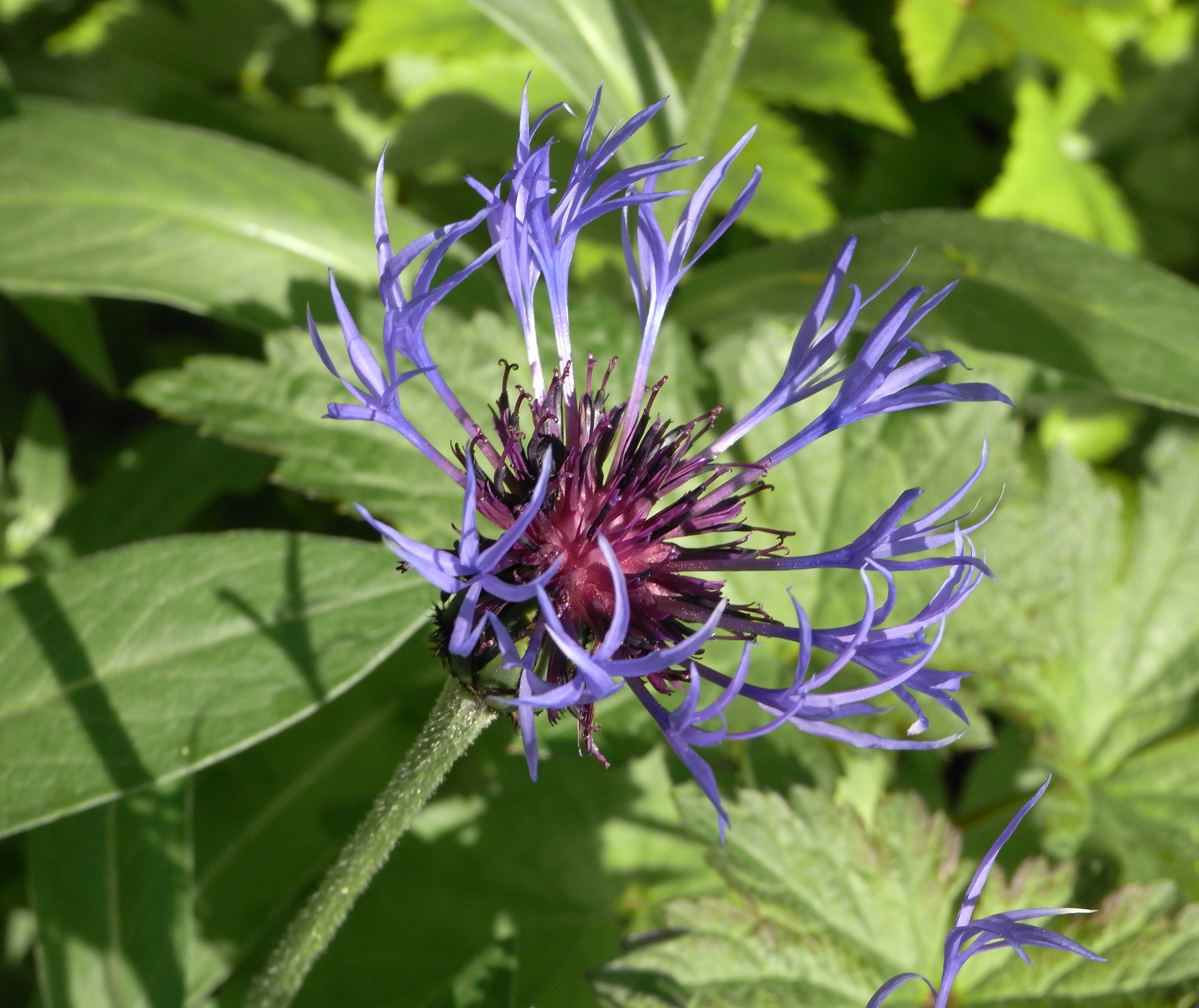
Chrpa horská
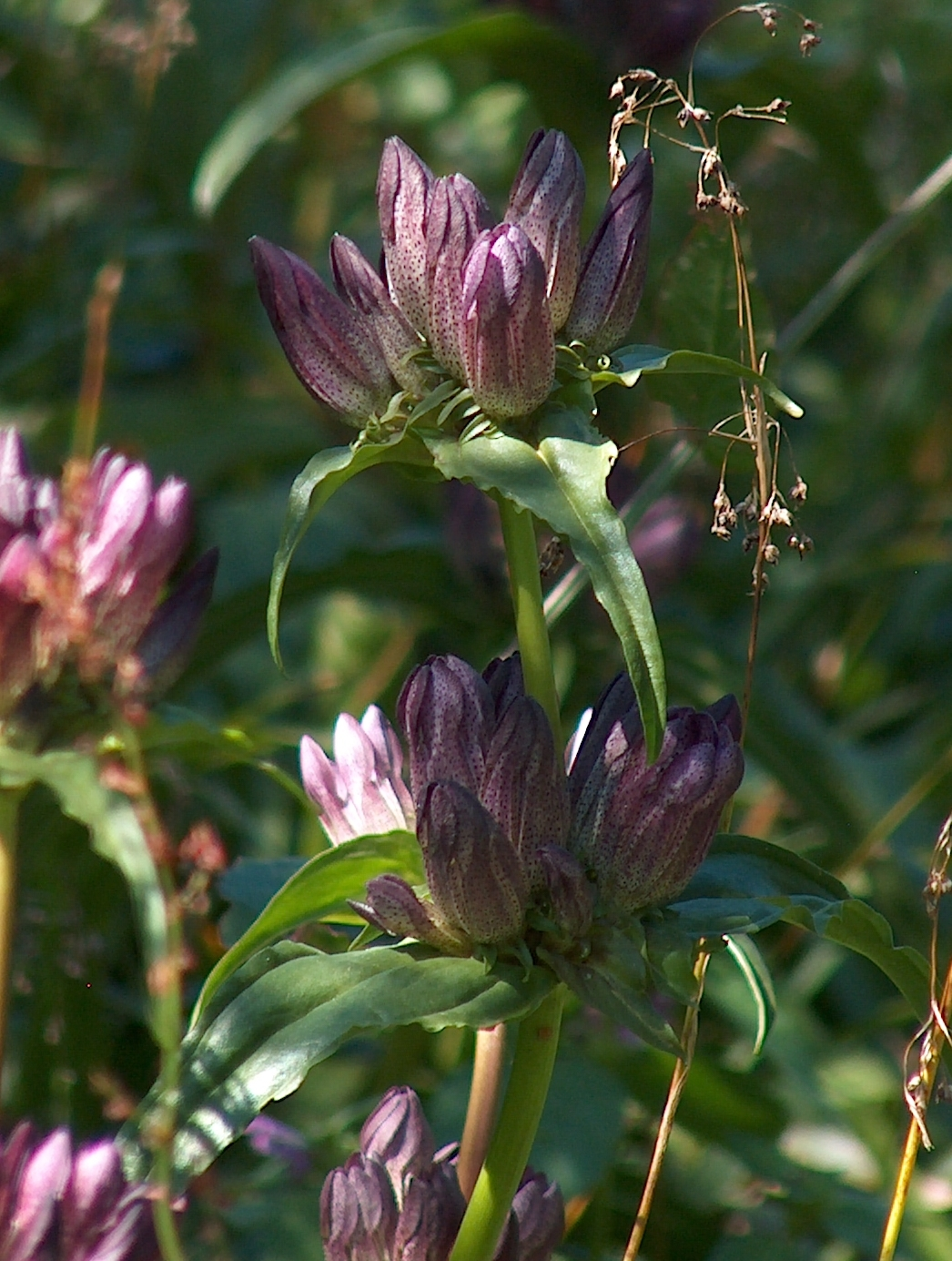
Hořec panonský
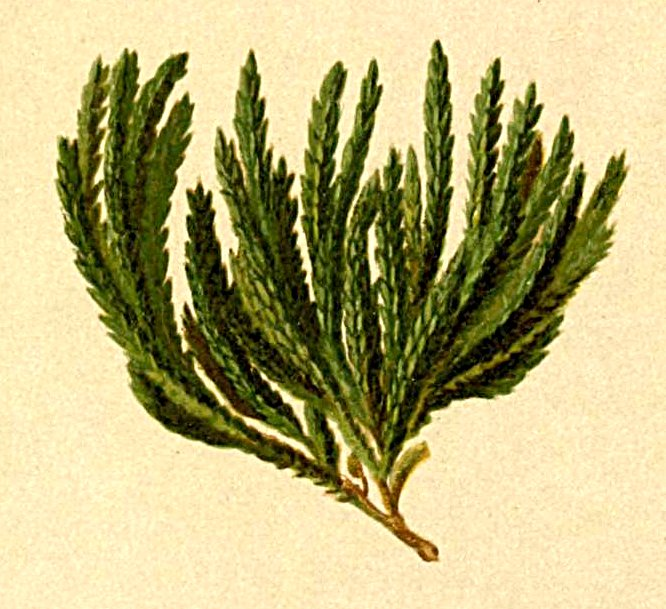
Plavuník alpínský
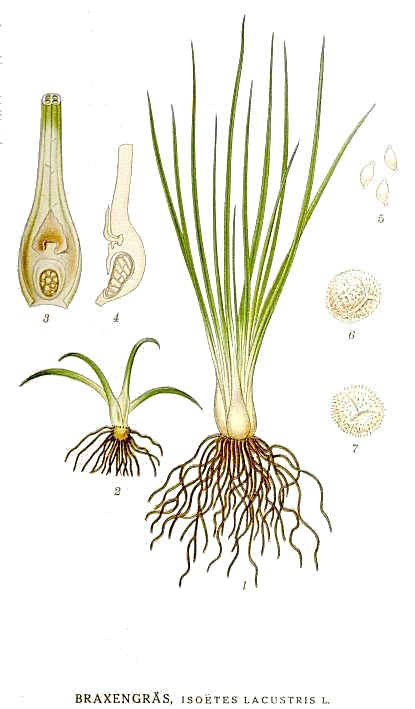
Šídlatka jezerní
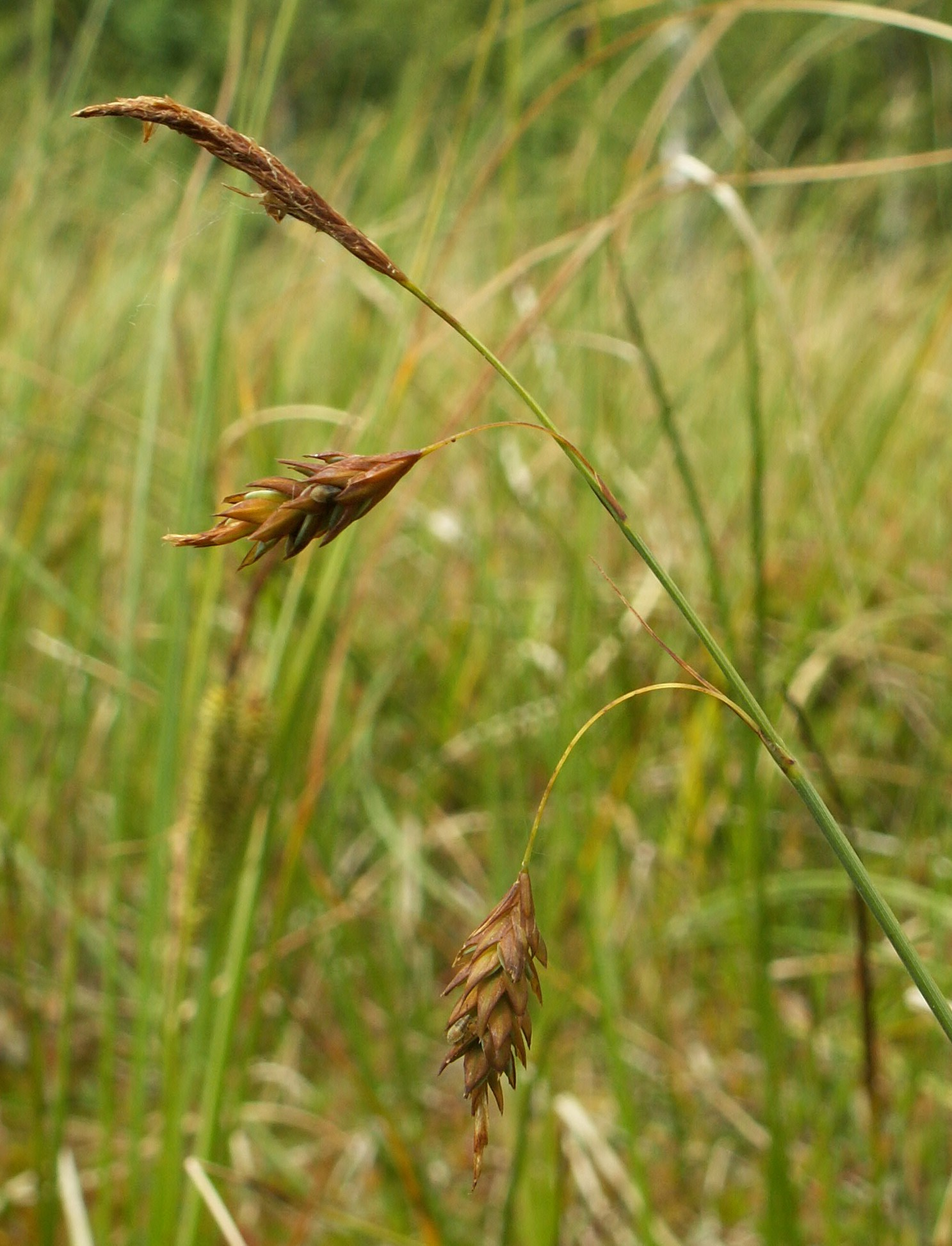
Ostřice bažinná
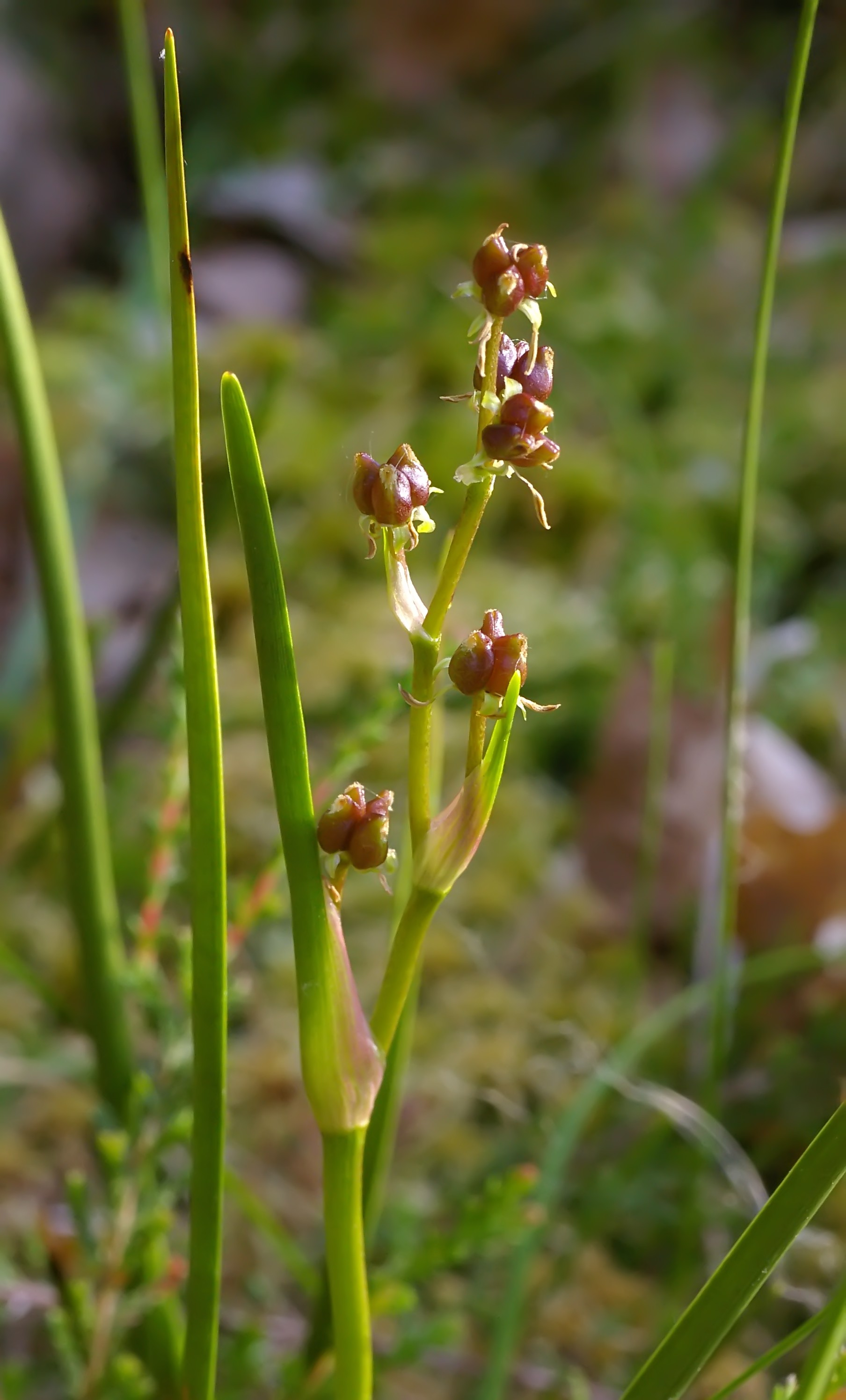
Blatnice bahenní

Jedním z nejosobitějších rysů šumavské květeny je výskyt četných horských rostlin alpského původu. Alpského původu jsou na Šumavě desítky druhů od zcela obecných a běžných, jako je podbělice alpská (Homogyne alpina), řeřišničník Hallerův (Cardaminopsis halleri), po druhy méně běžné, jako je např. chrpa horská (Centaurea montana), jestřábník oranžový (Hieracium aurantiacum) a další.
„…je více než zřejmé, že bezlesé luční formace s různou potřebou a úrovní managementu mají zásadní význam pro zachování současné druhové diverzity národního parku Šumava. To je z botanického hlediska základní východisko, ze kterého se musí odvíjet základní filozofie celého plánu péče…“

### Areálová fytogeografie
Rostlinstvo na jihovýchodě Šumavy je podobné rostlinstvu Novohradských hor. Příkladem je rozšíření bylin jako řeřišnice trojlistá (Cardamine trifolia), kerblík lesklý (Anthriscus nitida), meruzalka alpská (Ribes alpinum), kýchavice bílá (Veratrum album), pryskyřník omějolistý (Ranunculus aconitifolius) a pravděpodobně i šafrán bělokvětý (Crocus albiflorus). Dřípatka horská (Soldanella montana), kamzičník rakouský (Doronicum austriacum), pryskyřník platanolistý (Ranunculus platanifolius), lipnice Chaixova (Poa chaixii) aj. se rozšiřují směrem do severozápadní části Šumavy. Severozápadní část Šumavy a Předšumaví je naopak bohatší o některé subatlantské byliny jako například vlhkomilný mokrýš vstřícnolistý (Chrysosplenium oppositifolium), sítina ostrokvětá (Juncus acutiflorus), sítina kostrbatá (Juncus squarrosus), vranec jedlový (Huperzia selago), žebrovice různolistá (Blechnum spicant), svízel hercynský (Galium saxatile) a jiné.

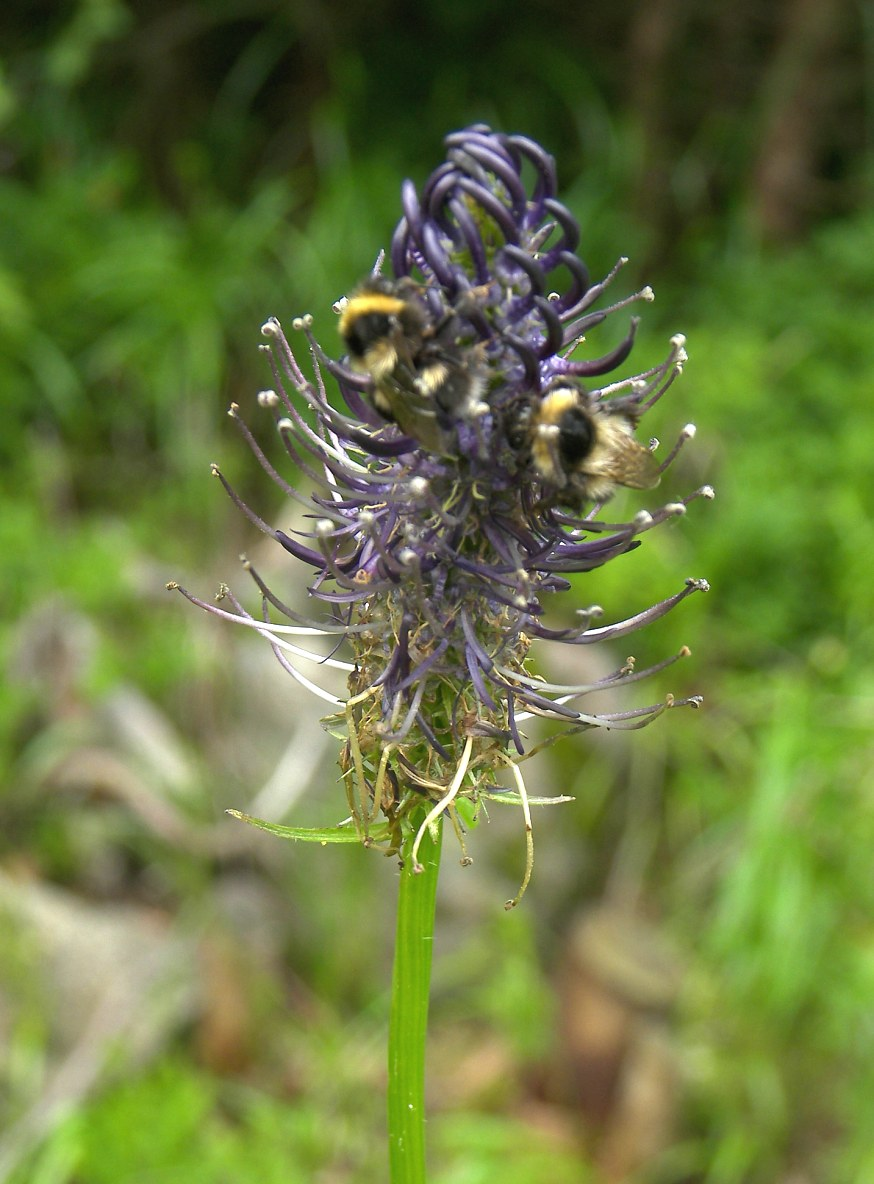
Zvonečník černý (Phyteuma nigrum), Březník (Modrava)
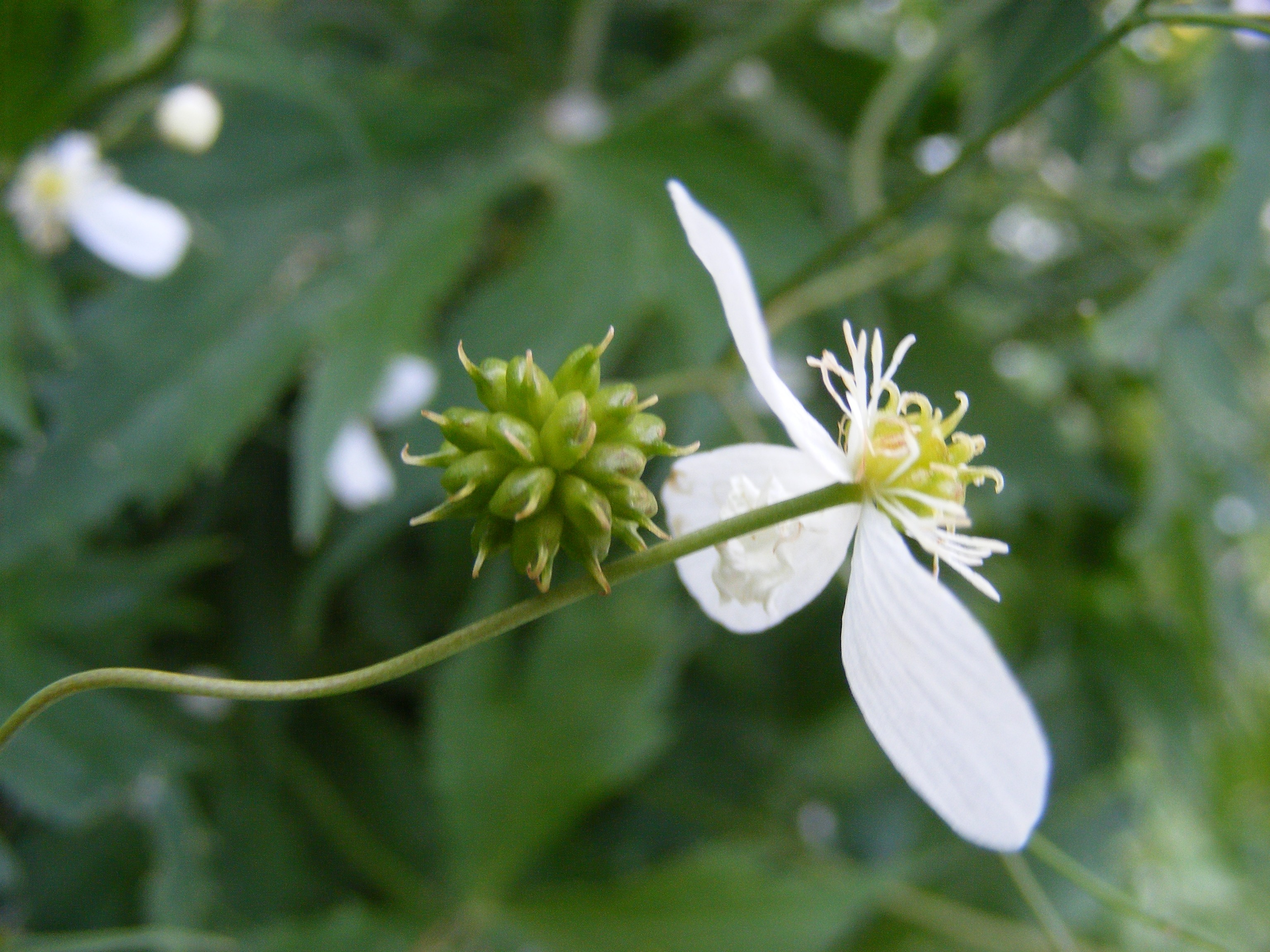
Plod pryskyřníku platanolistého
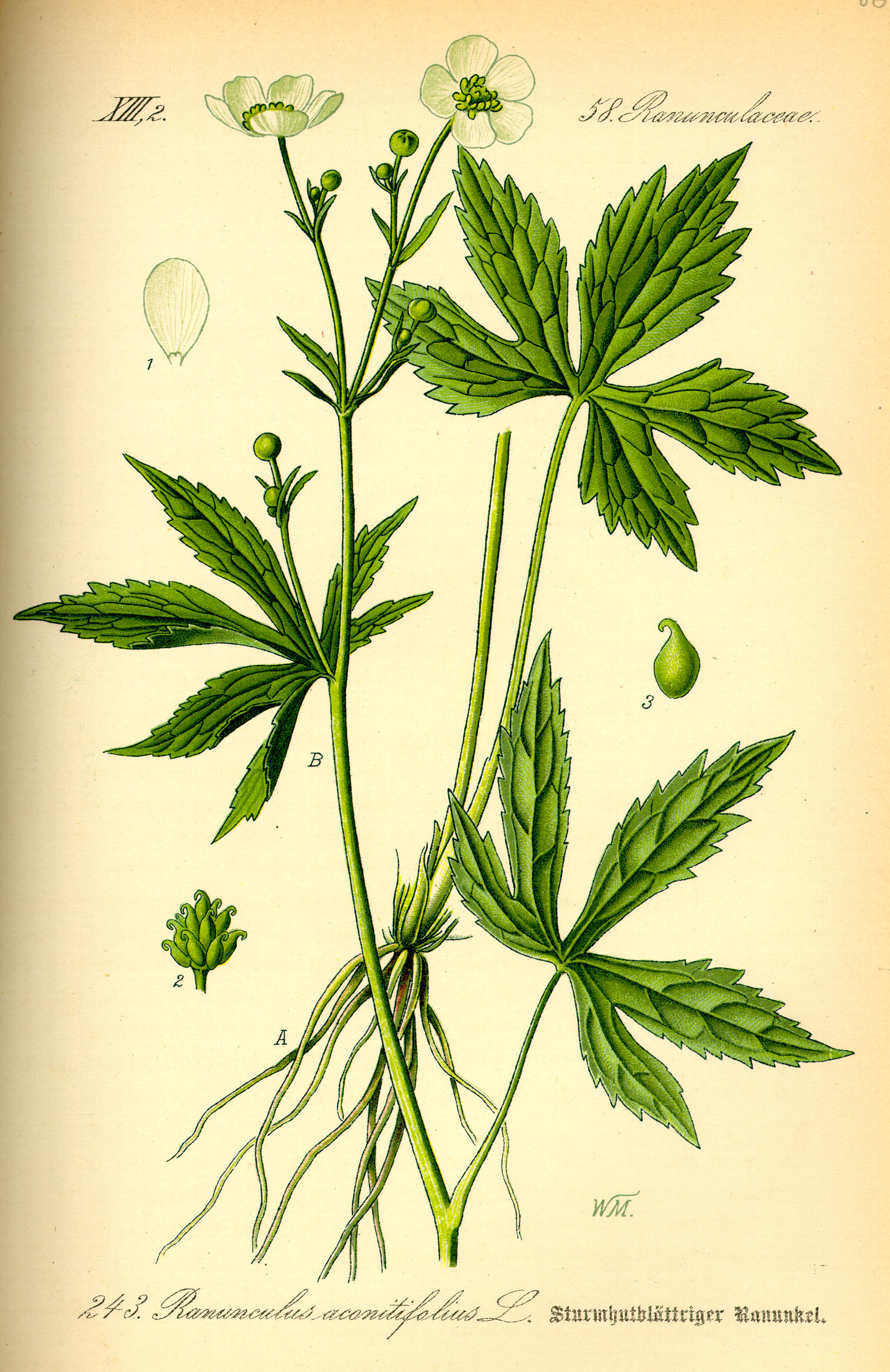
Pryskyřník omějolistý
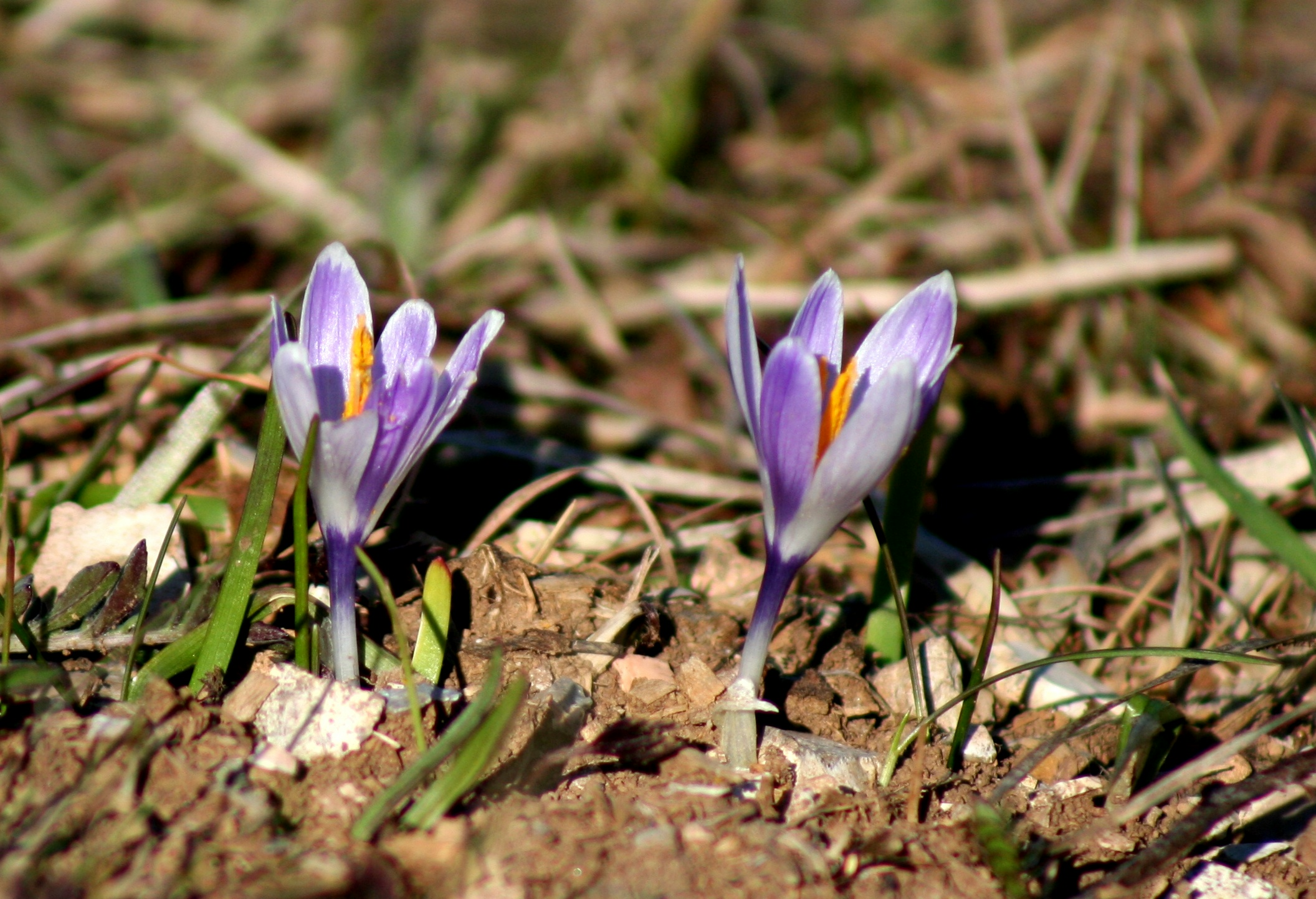
Šafrán bělokvětý
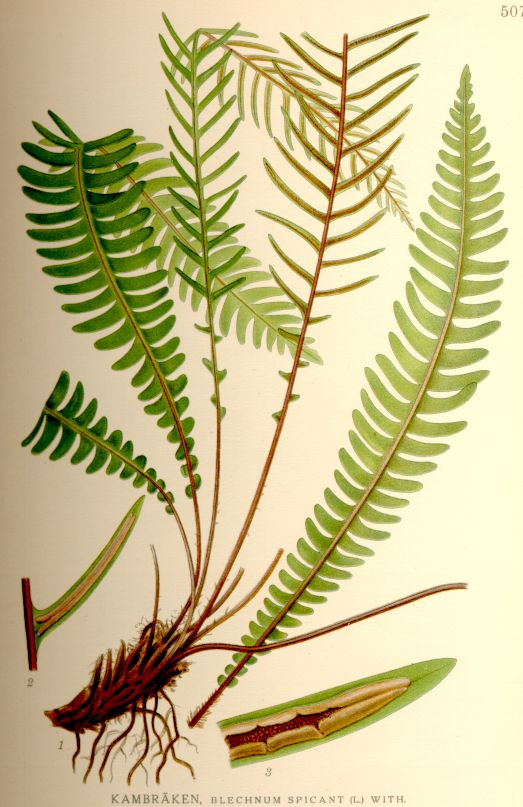
Žebrovice různolistá
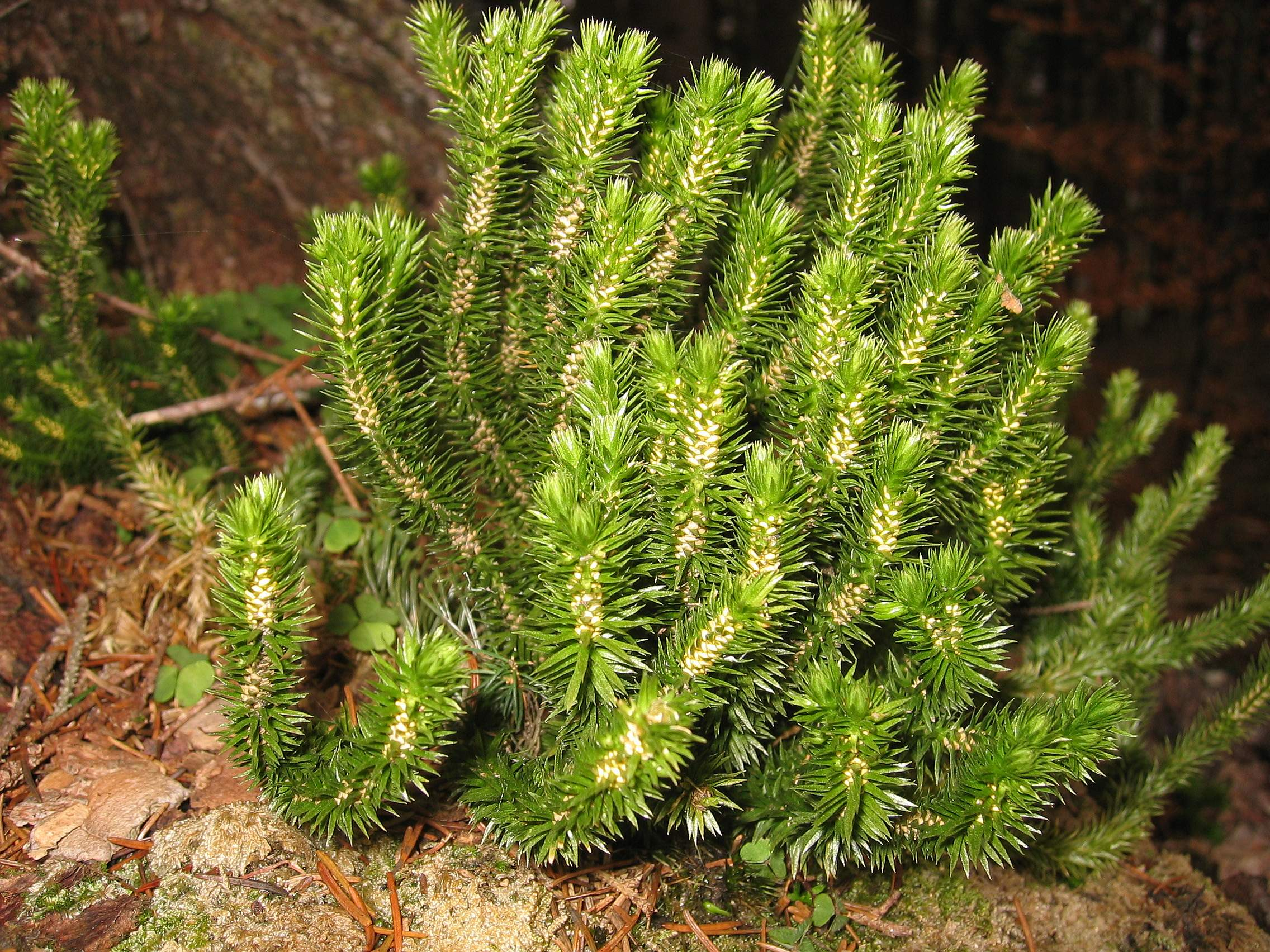
Vranec jedlový

### Endemity
Mimo zřejmě vyhynulého hořečku mnohotvarého pravého (Gentianella praecox subsp. praecox) se na území Šumavy vyskytují čtyři endemity: oměj šalamounek (Aconitum plicatum), hořeček mnohotvarý český (Gentianella praecox subsp. bohemica), zvonečník černý (Phyteuma nigrum) a na Horské Kvildě popsaný prstnatec májový rašelinný (Dactylorhiza majalis subsp. turfosa).

### Glaciální relikty
Glaciální relikty jsou zbytkem tundry, postupující do střední Evropy v období doby ledové s od severu sem pronikajícím pevninským ledovcem. Na Šumavě jsou těmito zbytky především nemnohé druhy vrchovištní květeny a některé druhy rostoucí v ledovcových karech.
K takovým druhům patří např. pro Šumavu velmi typický hořec panonský (Gentiana pannonica), oměj šalamounek (Aconitum plicatum), hořeček mnohotvarý český (Gentianella praecox subsp. bohemica), zvonečník černý (Phyteuma nigrum), plavuník alpinský (Diphasiastrum alpinum), bříza trpasličí (Betula nana), dřípatka horská (Soldanella montana) a jiné. K dalším významným druhům Šumavy patří vodní rostliny šídlatka jezerní (Isoëtes lacustris) v Černém jezeře a šídlatka ostnovýtrusá (Isoëtes echinospora) v Plešném jezeře – tyto druhy se na Šumavě vyskytují jako na jediných lokalitách v České republice.
Za boreomontánní relikty lze považovat např. vrchovištní druhy břízu trpasličí (Betula nana), suchopýrek trsnatý (Trichophorum cespitosum), šichu oboupohlavnou (Empetrum hermaphroditum) a pak např. sítinu trojklanou (Juncus trifidus) ze stěny Černého jezera a vrcholu Ostrého. Subboreálně-montánní květena je zastoupena např. kyhankou sivolistou (Andromeda polifolia), vlochyní bahenní (Vaccinium uliginosum), rosnatkou anglickou (Drosera anglica), ostřicí bažinná (Carex limosa), blatnicí bahenní (Scheuchzeria palustris), suchopýrkem alpským (Trichophorum alpinum), šídlatka jezerní (Isoëtes lacustris) a š. ostnovýtrusnou (Isoëtes echinospora), plavuní pučivou (Lycopodium annotinum) a dalšími.
Zvláštní skupinou boreálních prvků jsou druhy s tzv. boreálně-sarmatským typem rozšíření. Na Šumavě k nim patří např. dnes již vyhynulý všivec žezlovitý (Pedicularis sceptrum-carolinum), ale také vrba borůvkovitá (Salix myrtilloides), rojovník bahenní (Ledum palustre), ptačinec dlouholistý (Stellaria longifolia), popelivka sibiřská (Ligularia sibirica), třtina nachová (Calamagrostis phragmitoides). Většina z nich je dnes soustředěna jen v kotlině horní Vltavy a tvoří tak základ fytogeografické jedinečnosti tohoto území.
Mezi další rostliny, jejichž výskyt v NP Šumava vyžaduje zvláštní pozornosti, je čípek objímavý (Streptopus amplexifolius), vrbovka nicí, kapradina hadilka obecná (hadí jazyk obecný – Ophioglossum vulgatum) a masožravá tučnice obecná (Pinguicula vulgaris), která byla na Šumavě považována za vyhynulou.

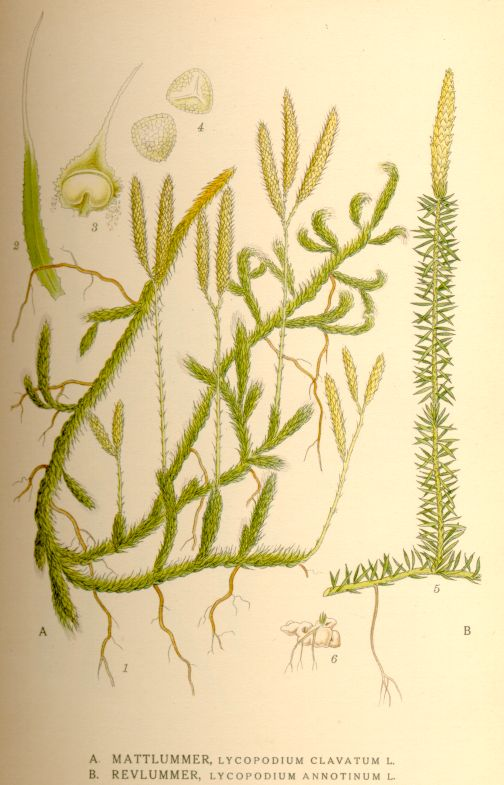
Plavuň pučivá
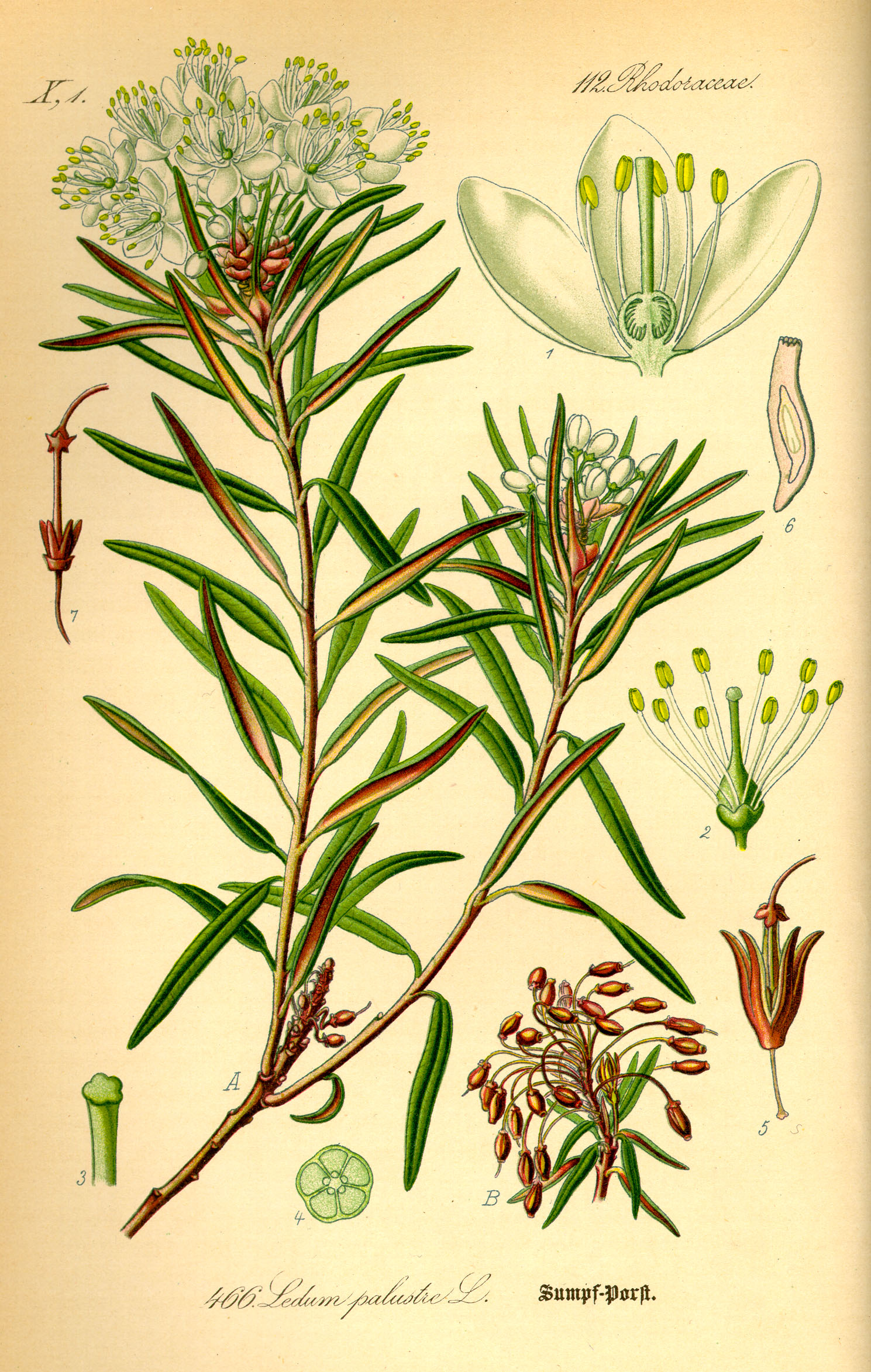
Rojovník bahenní
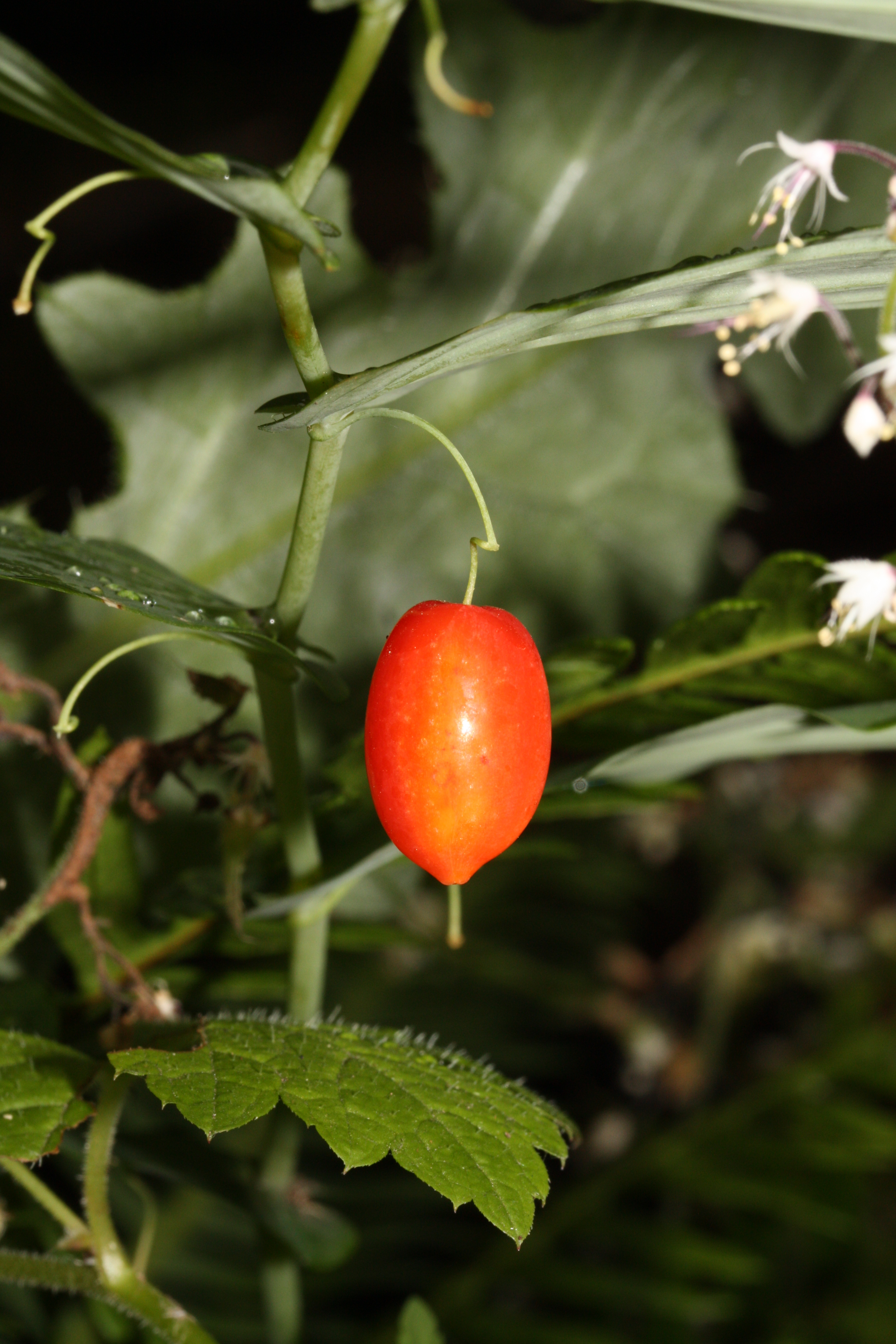
Čípek objímavý
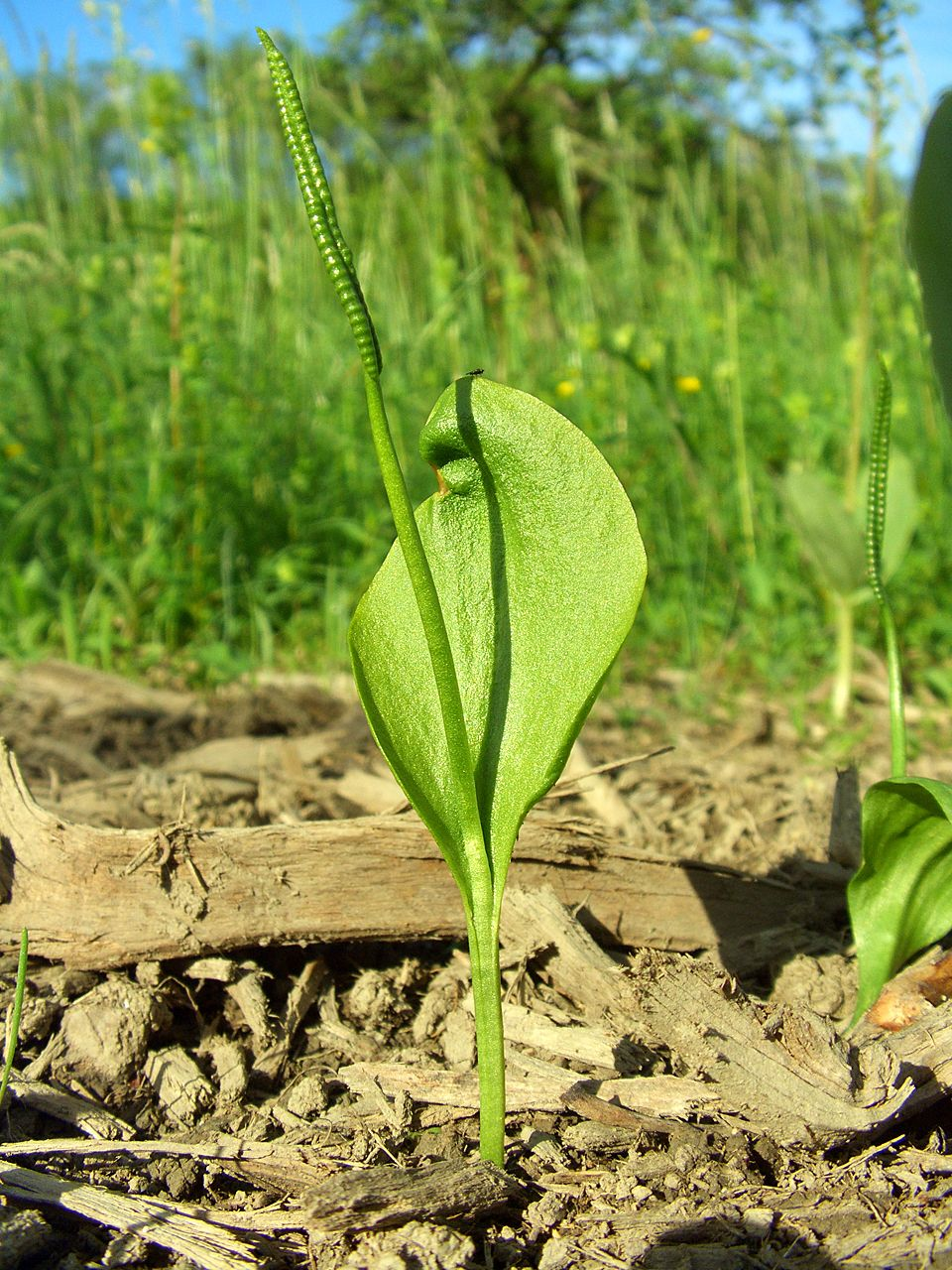
Hadí jazyk obecný, hadilka obecná
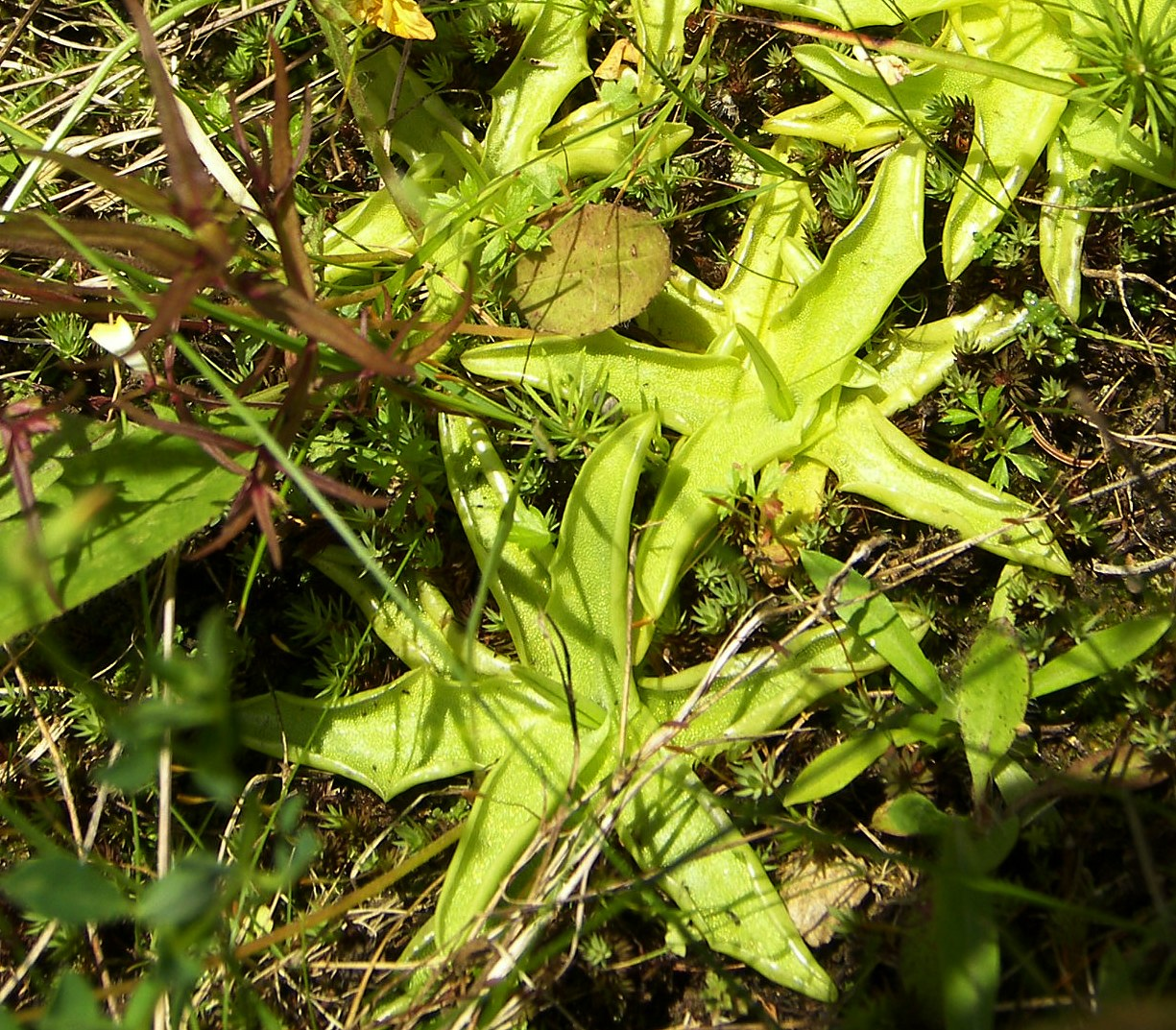
Tučnice (Pinguicula)

### Invazivní rostliny na území NP
Výskyt bolševníku velkolepého (v oblasti Šumavy) je podle zprávy MŽP (z r.1998) v podstatě pod kontrolou. "…Invazí lupiny mnoholisté je zasažena většina Šumavy, na některých lokalitách již tvoří dominantu a mění celkový ráz místní vegetace,…"
Aby byla lupina mnoholistá (Lupinus polyphyllus) zcela vyhubena, jsou plánovány 3-5 let vytrhávání, či kosení. Je očekáváno, že ruční vytrhávání, bude třeba opakovat 3 roky, aplikovat herbicid Roundup, použít pokos větších ploch, případně spásání. Na ošetřených plochách je docela zřetelné, že lupina na kosených plochách brzy opět nakvétá a rychle regeneruje, ale na plochách ošetřených herbicidem pomalu skomírá.

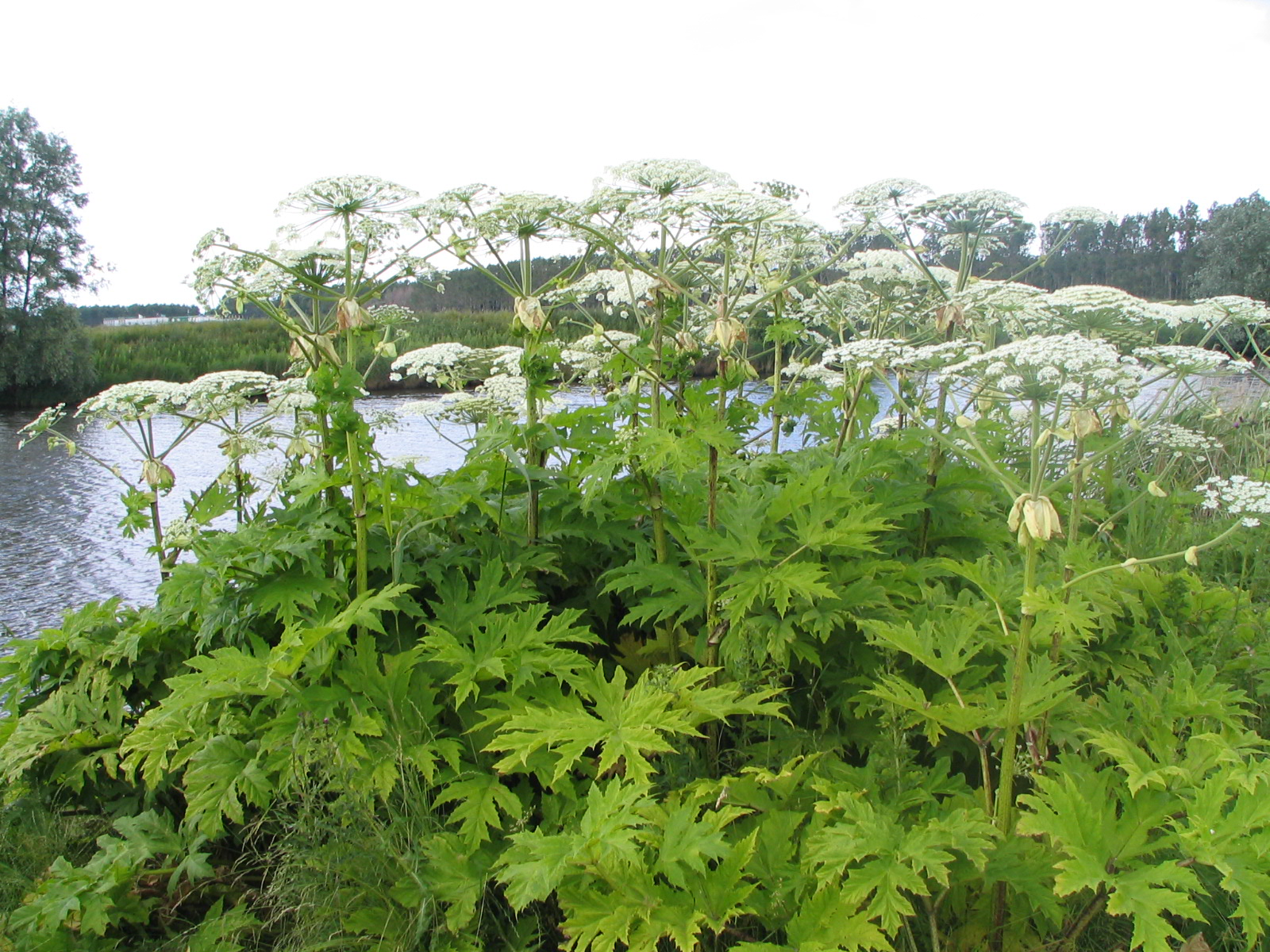
Bolševník velkolepý
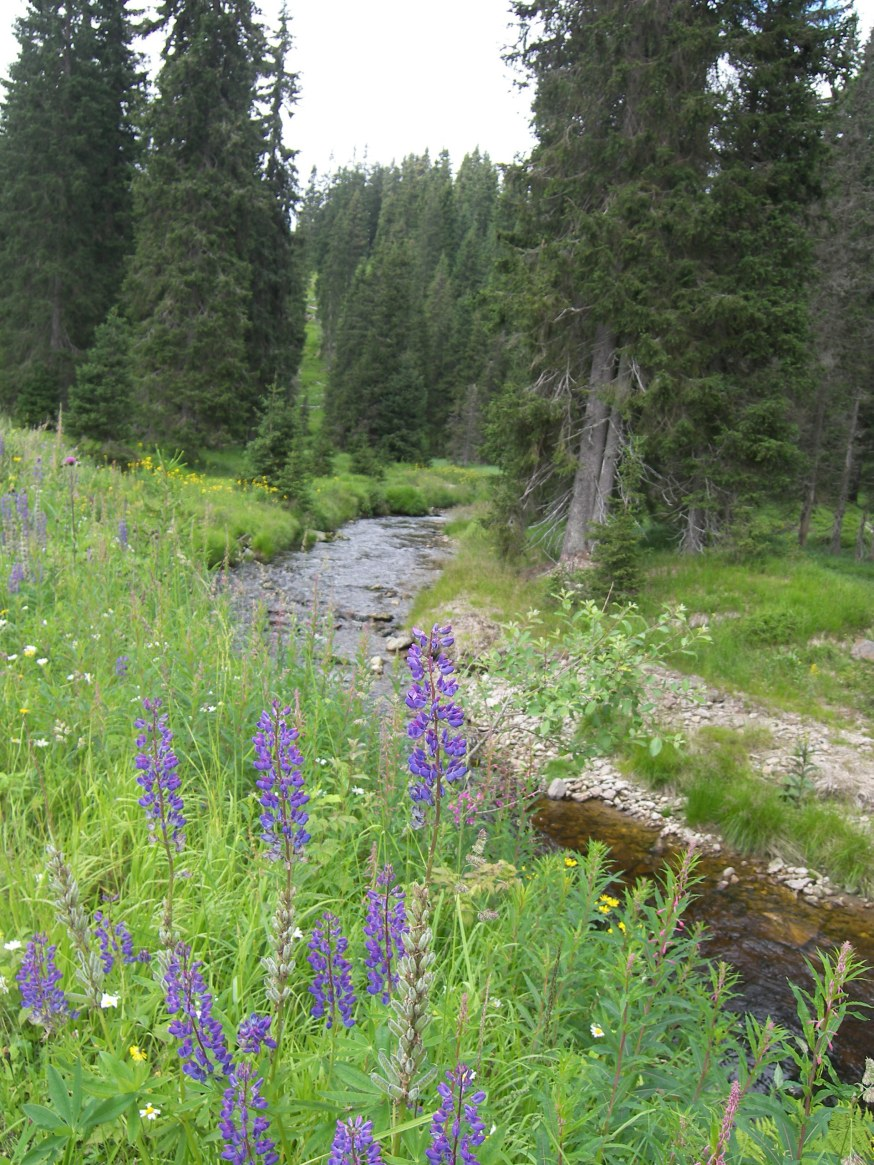
Lupina vlčí bob je na Šumavě invazivní rostlina (Modrava).

### Ohrožení rašeliništních biotopů
- Rašeliništní ekosystémy mohou být nepříznivě ovlivňovány hospodářskou činností, především lesnictvím a zemědělstvím. Rizikem je jakákoliv změna vodního režimu, zejména odvodňování. Ve většině případů k odvodňování dochází při odvedení vody z blízkých lesních porostů za účelem zlepšení podmínek pro pěstování lesa. Luční prameništní rašeliniště vlivem meliorací polí prakticky zcela zanikly.
- Těžba rašeliny je přímý narušující faktor. Tato činnost mnohdy přinesla i příznivé znovuoživení rašelinotvorných procesů a obnovení cenných společenstev z ranějších fází vývoje rašelinišť. Dnes je průmyslová těžba rašeliny soustředěna do tří lokalit, kde bude postupně končit. Tento způsob má za následek definitivní zánik původních rašeliništních biotopů.
- Nevhodné metody lesního hospodaření, provázené často kalamitami (větrnými, kůrovcovými) mají v současné době za následek úplné obnažení lesních vrchovištních rašelinišť s následnou změnou mikroklimatu.
- Luční rašeliniště byla donedávna ohrožena vlivem zemědělství. V minulosti to byly rekultivace a vytvoření pastvin, prostřednictvím úletů a splachů aplikovaných agrochemikálií je ohrožena vegetace jinak přímo nazasažená lidskou činností.
- Vliv vzdušných imisí na zdejší rašeliništní vegetaci není zatím zcela objasněn. Negativně se projevuje na dřevinách (především smrk).[e 6]

## Lišejníky
Na území Šumavy je přítomno více geografických skupin. Objevují se zde lišejníky přirozeného bezlesí (krevnatec věterní – Ophioparma ventosa) i druhy boreální typické pro smrkové a borové lesy, jako terčovka smrková (Hypogymnia bitteri) nebo pukléřka plotní (Cetraria sepincola). Lišejníky rodu provazovka (Usnea) v druhé polovině 20. století téměř vyhynuly, se opět vyskytují v hojnějším počtu.

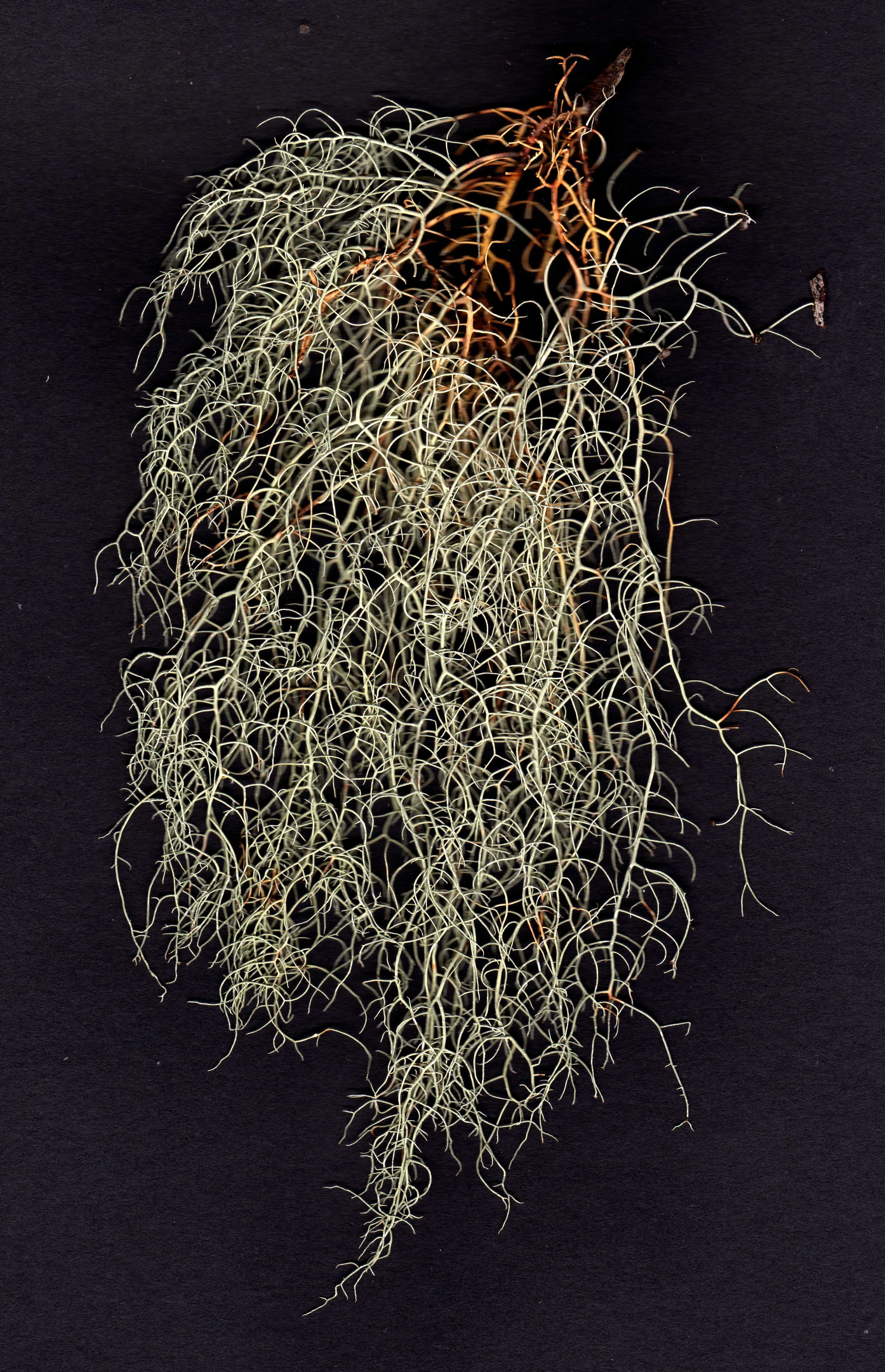
Provazovka
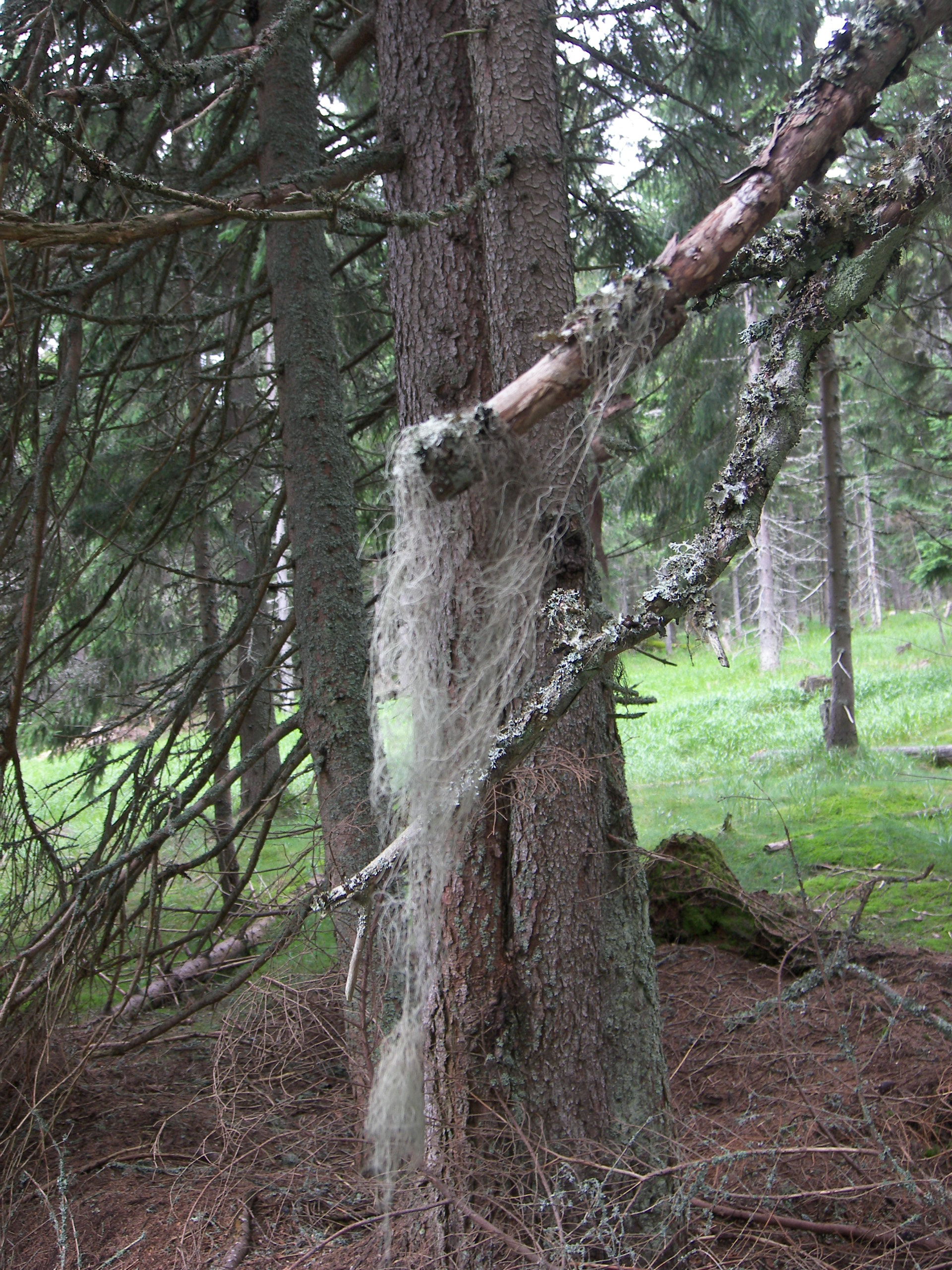
Provazovka v druhé polovině 20. století na Šumavě téměř vyhynula.(Šumava, Modravská hora)
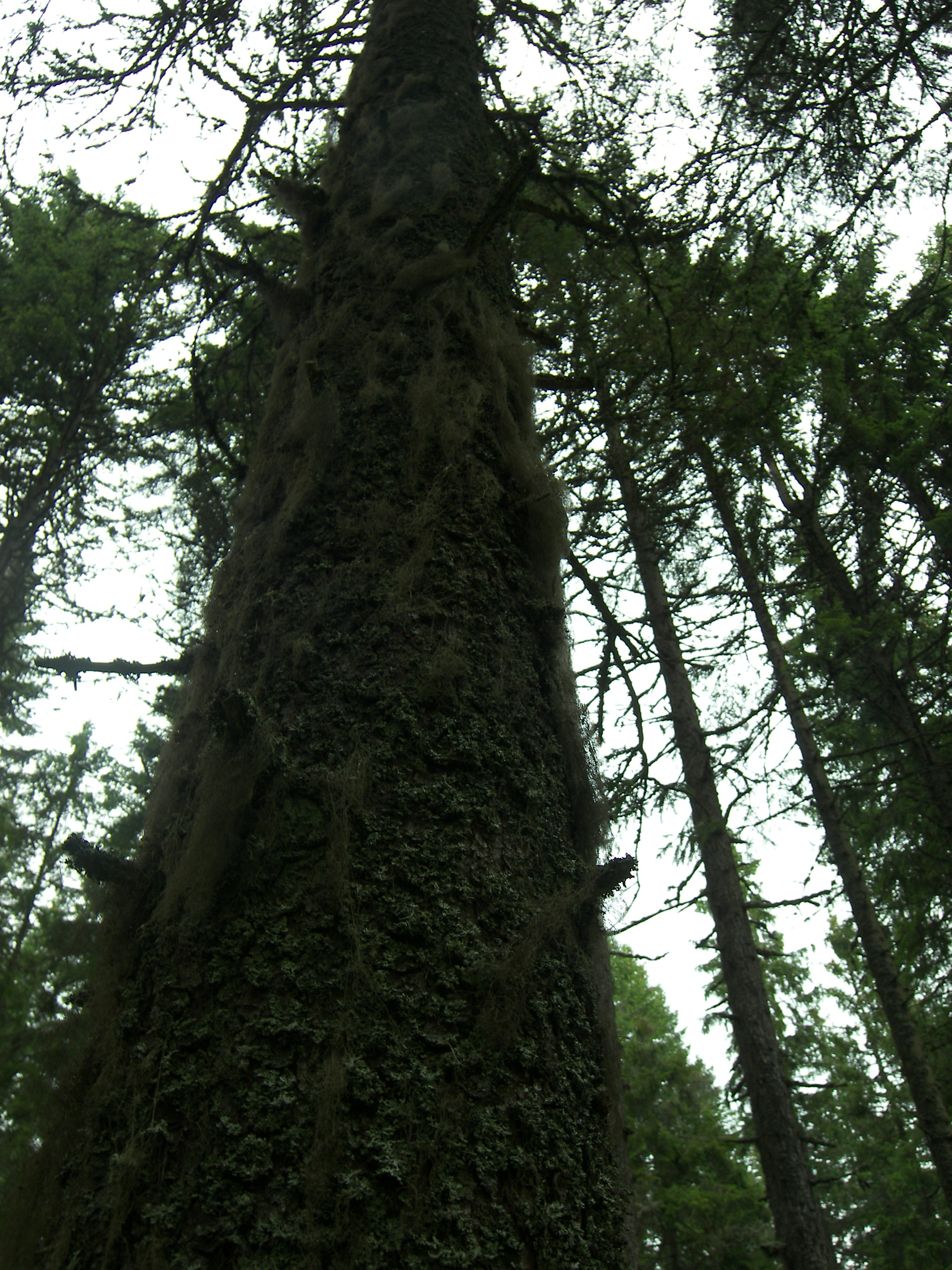
Provazovka na stromě.(Šumava, Modravská hora)
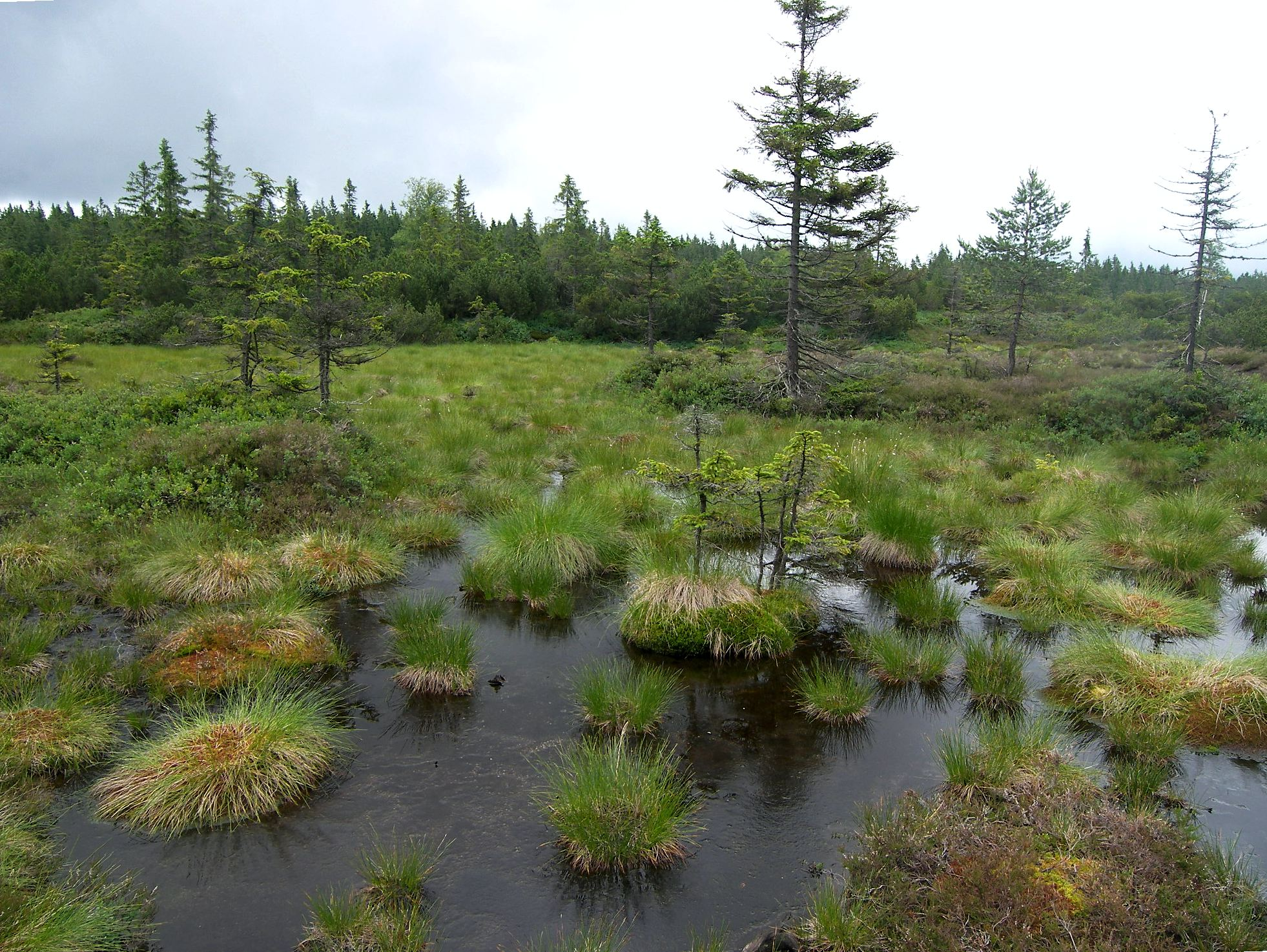
Rašeliniště Malý Polec
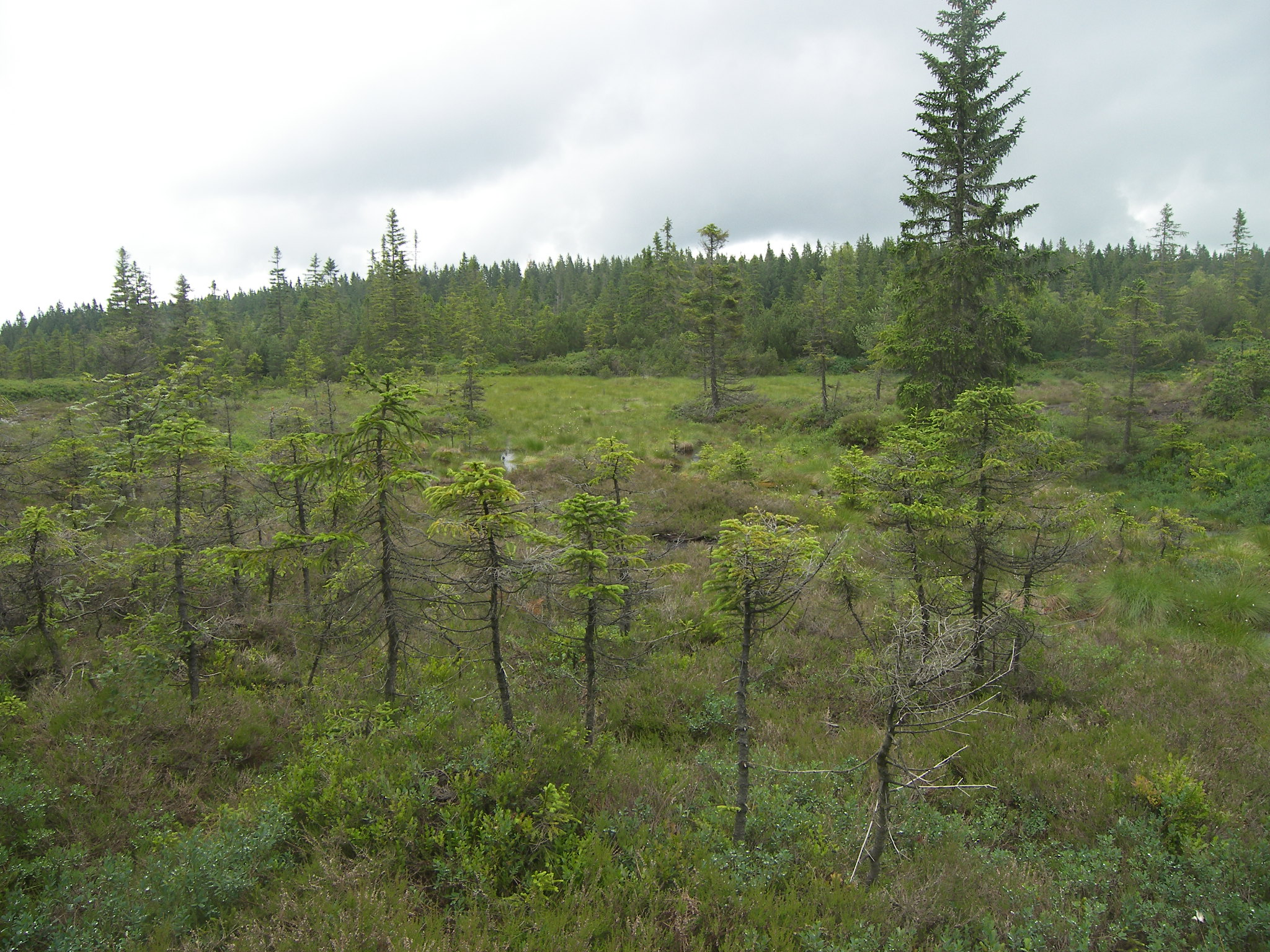
Smrky přežívající v prostředí rašeliniště, Malý Polec

## Houby
Na celém území je díky vlhkému klimatu a stinným lesům velké množství různých druhů hub. Šumava je například významným nalezištěm lignikolních-dřevokazných hub, ale nachází se zde i mnohé druhy hřibovitých, klouzků, holubinek a muchomůrek. Mezi jedinečné druhy patří například výskyt modralky laponské (Amylocystis lapponica).

## Živočichové
Fauna Šumavy je významně ovlivněna velikostí území, velikostí zón s nejvyšším statutem ochrany, členitostí území, různorodostí biotopů a především lidskou činností. Významnou součást Šumavy představuje fauna horských smrkových lesů.
Vodní toky Šumavy jsou jednou z nejvýznamnějších oblastí výskytu vydry říční v ČR. Pro Šumavu významnými druhy jsou rys, tetřev hlušec, datlík tříprstý, sýc rousný nebo kos horský. I přes silný úbytek během posledních několika desítek let na Šumavě populace tetřeva hlušce i tetřívka obecného zatím přežívají. Relativně hojnější je jeřábek lesní a zmije obecná.

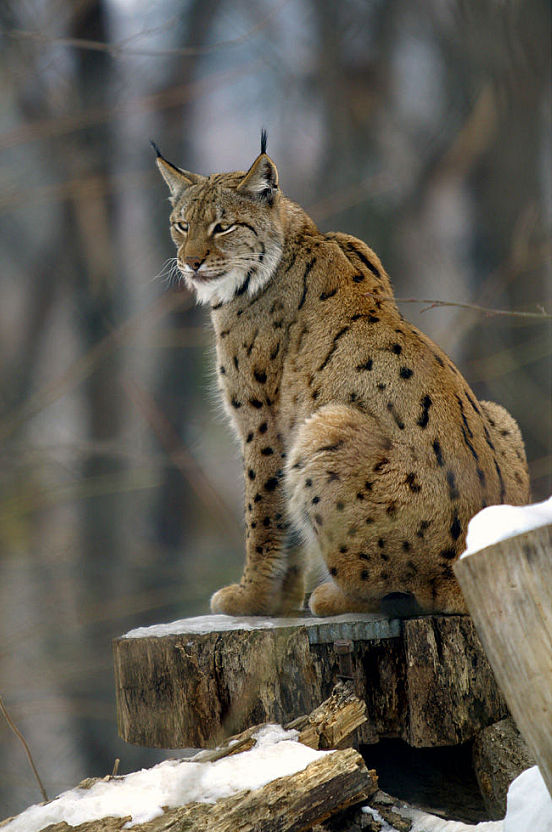
Rys ostrovid (Lynx lynx)
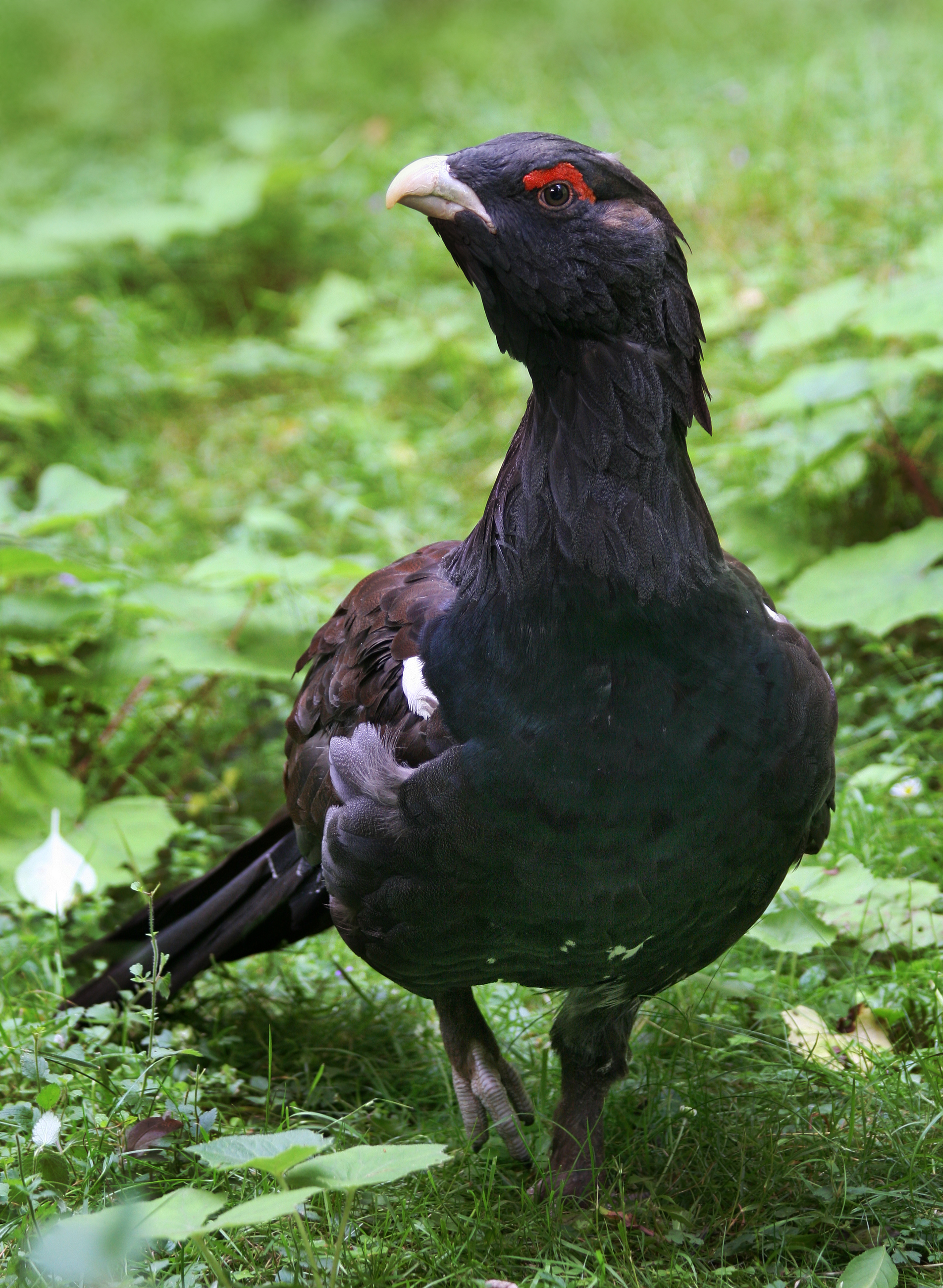
Tetřev hlušec (Tetrao urogallus)
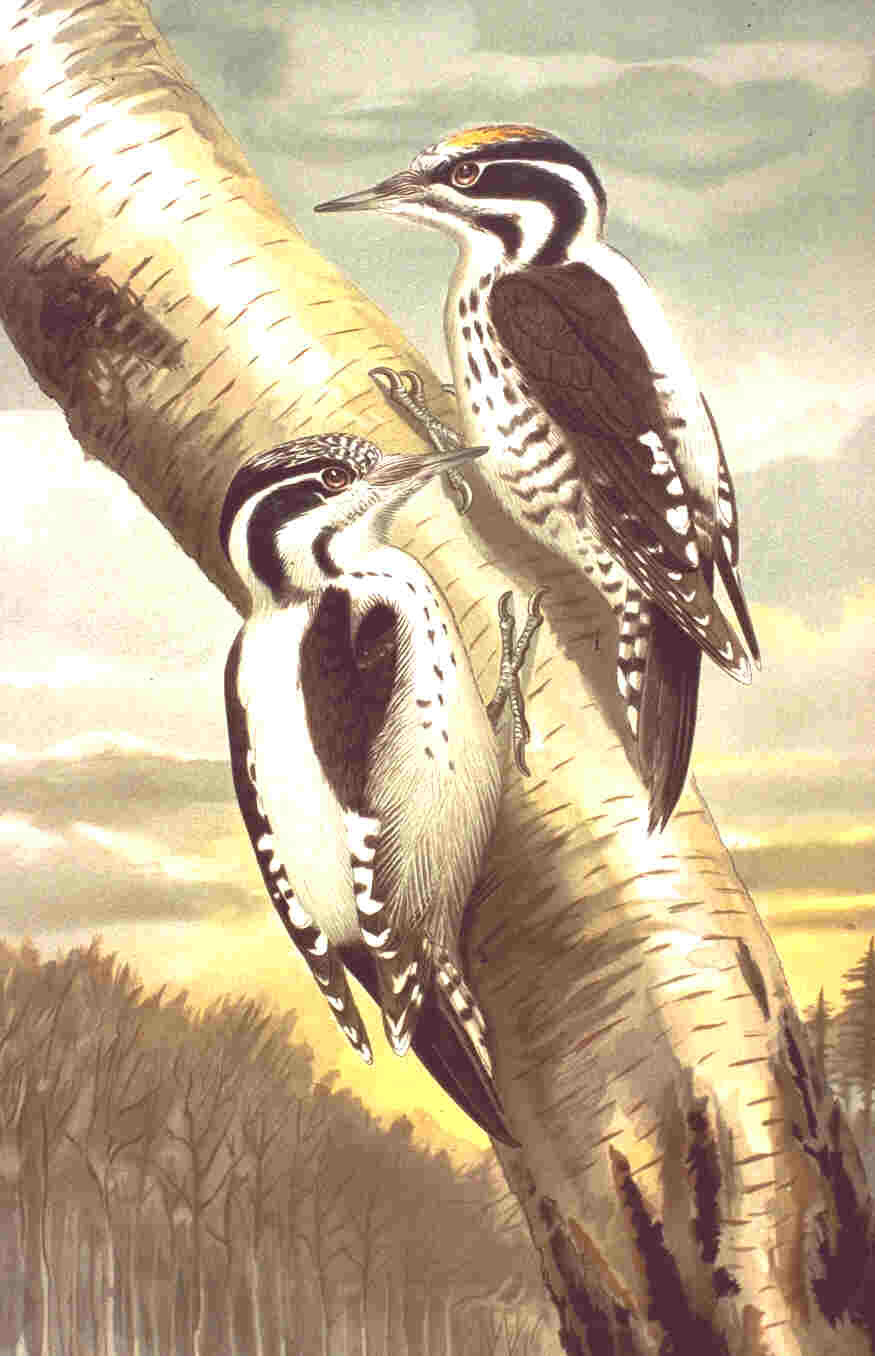
Datlík tříprstý (Picoides tridactylus)
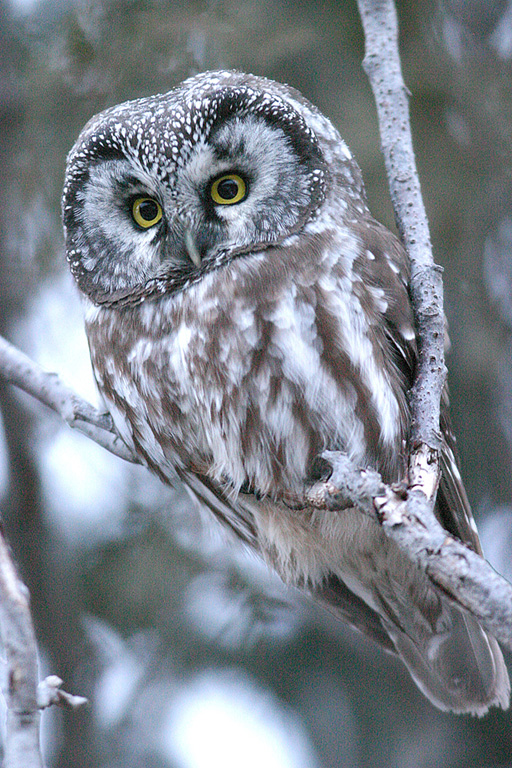
Sýc rousný (Aegolius funereus)
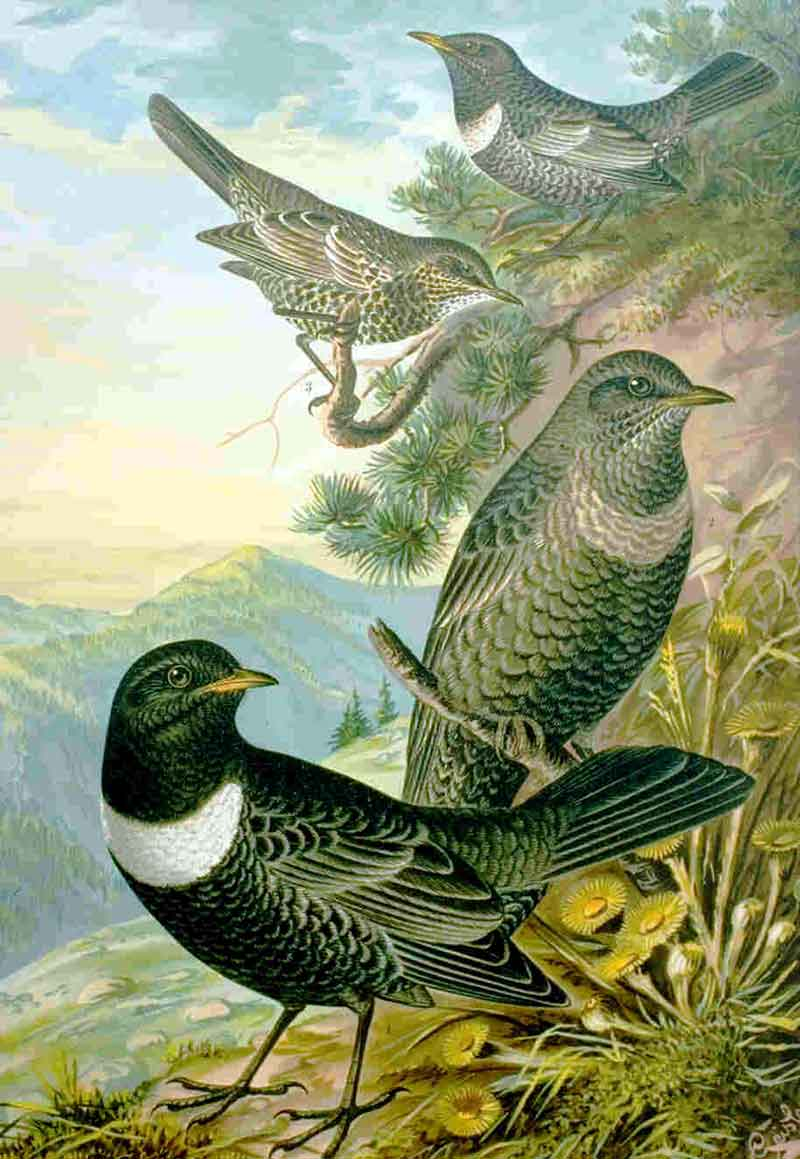
Kos horský (Turdus torquatus)
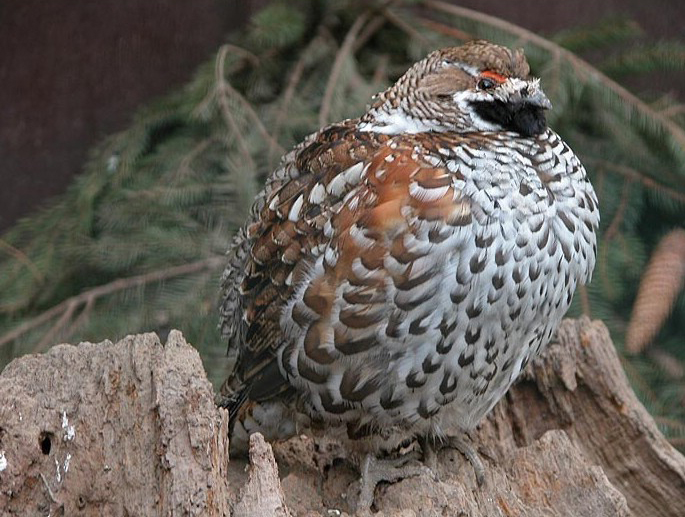
Jeřábek lesní (Bonasa bonasie)

### Bezobratlí
Skupina bezobratlých je v NP Šumava bohatě zastoupena. Ochrana raka, perlorodky a ostatních vodních živočichů spočívá především v ochraně vod proti znečištění a před nadměrným turistickým ruchem (např. vodní sporty). Z typických i nápadných druhů šumavských bezobratlých je možno jmenovat vzácného střevlíka nepravidelného (Carabus irregularis), kovaříka Danosoma fasciata nebo roháčka bukového. Střevlík Pterostichus pumilio se v Čechách vyskytuje jen na Šumavě a v Novohradských horách. Velmi významnou složkou smíšených lesů jsou měkkýši. Vyskytuje se zde celá řada vzácných druhů jako např. alpská chlupatka bezzubá, karpatská vřetenatka nadmutá nebo borealpinní vrkoč nordický Vertigo ronnebyensis.
Novodobým průzkumem Lipna byl zjištěn výskyt mnoha druhů vzácnějších vodních měkkýšů, jako je lištovka lesklá, velevrub nadmutý nebo velevrub malířský. V rašelinných jezírcích žijí vzácné druhy znakoplavek jako Notonecta reuteri, Notonecta lutea, šídlo rašelinné, lesklice horská nebo potápníci Ilybius crassus a Agabus wasastjernae. Typickými druhy bezobratlých jsou například kobylka hnědá, motýl okáč rosičkový, nebo svižníci rodu Cicindela. Mezi motýly je velké množství druhů vázaných na rašeliniště. Z denních je to žluťásek borůvkový, perleťovec mokřadní nebo modrásek stříbrooký.

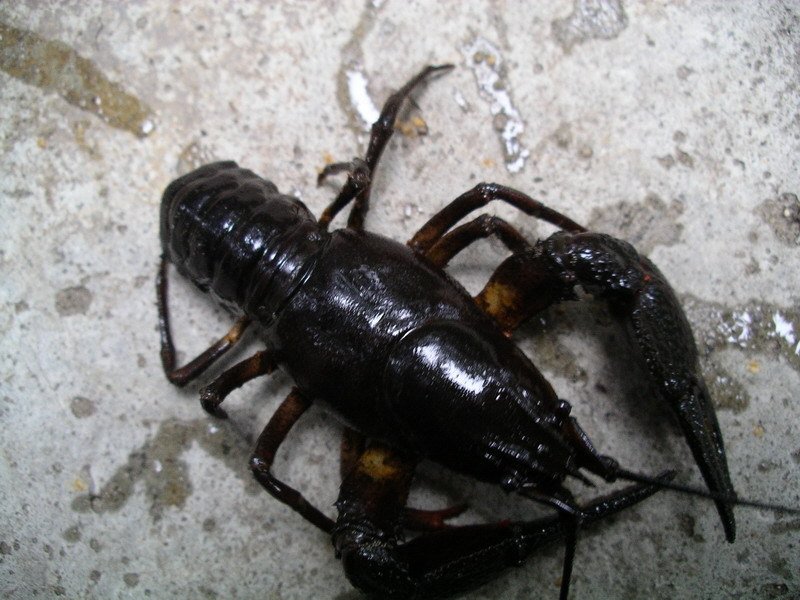
Rak (Astacus)
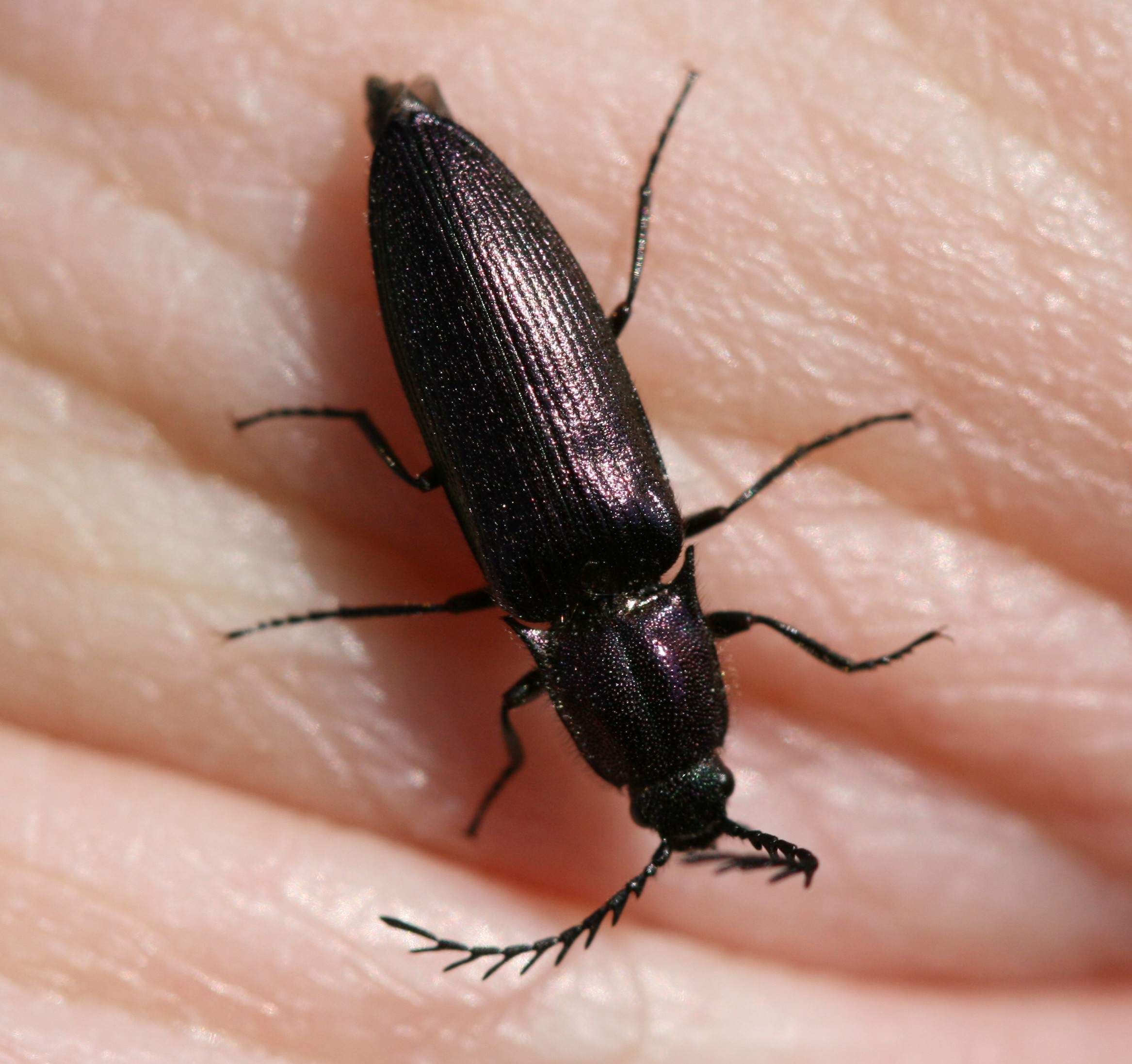
Kovařík
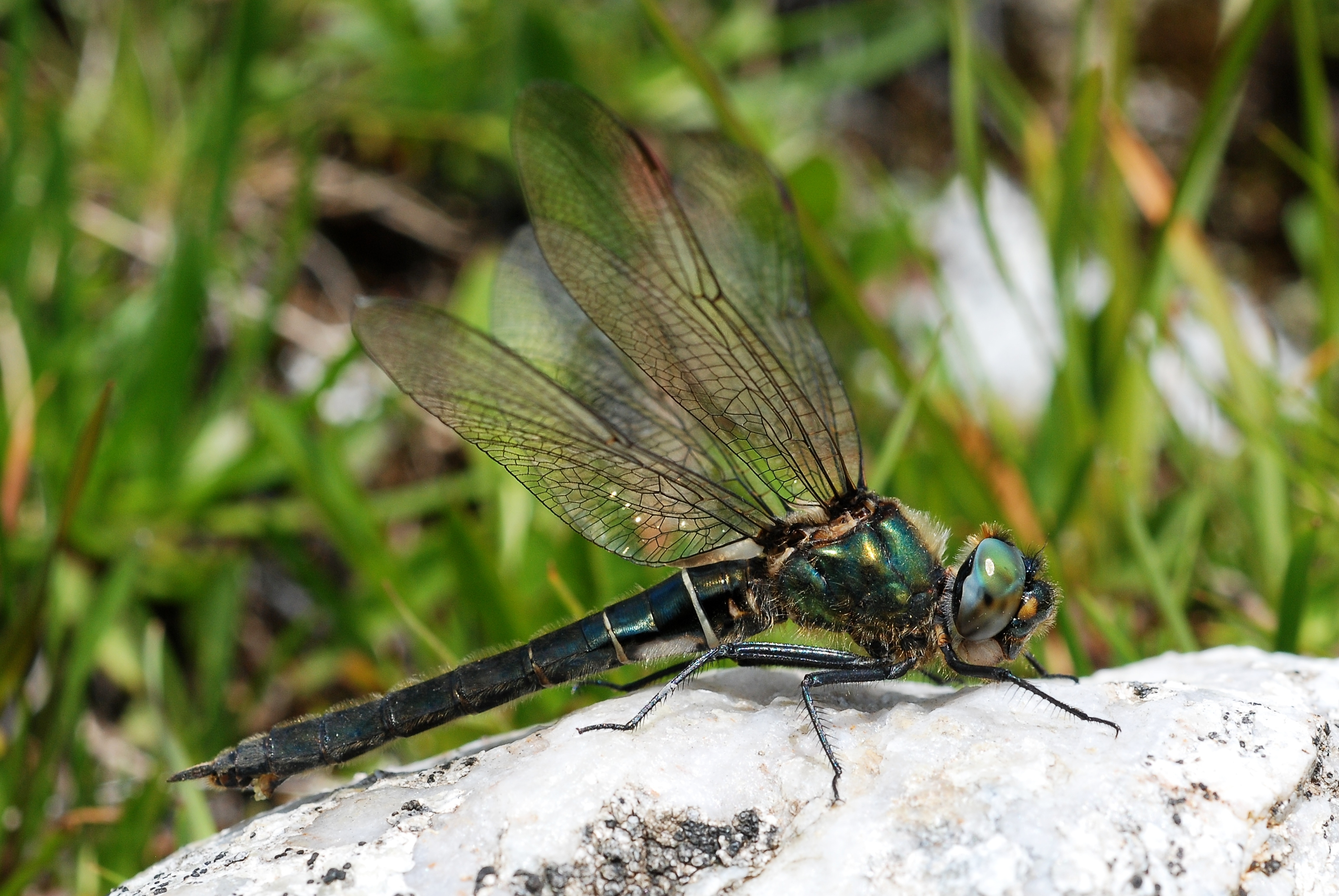
Lesklice horská (Somatochlora alpestris)

#### Metody hubení lýkožrouta smrkového
Mezi preventivní metody ochrany lesa proti kůrovcům dle ČSN 481000 patří: lapák, lapač, otrávený lapák (trojnožka) a stojící lapák. Trojnožka je uměle vytvořené lapací zařízení vyrobené ze tří kusů čerstvého neodkorněného smrkového dřeva spojených do tvaru jehlanu. Jsou ošetřeny dotykovým a požerovým insekticidem a zatraktivněny feromonovým odparníkem.
Biocidy se v boji s kůrovcem v NP a CHKO Šumava se podle informace současného ředitele Správy NP, J.Stráského užívají každoročně a standardně. Pro jejich aplikaci je nutné žádat podle zákona o výjimku. Na začátku května 2011 bylo v rezervaci instalováno celkem 33.650 kusů obranných protikůrovcových zařízení, z nichž zhruba pětina byla ošetřena biocidy (jedy hubícími hmyz).„…Je pravda, že používaný insekticid - vaztak - není selektivní a proto je možné, že se jím může zahubit i jiný hmyz. Nicméně k tomu zpravidla nedochází, a to proto, že lapáky jsou navnazeny feromonovými odparníky, které jsou selektivně atraktivní pouze pro lýkožrouta smrkového.…“ tvrdí ředitel NP Stráský v roce 2011. Ekologové varovali, že s lýkožrouty zahynou tisíce vzácných živočichů. Proti šíření kůrovce do okolí jsou používány na území NP agrotechnické zásahy, kterými je především preventivní kácení – tvoření bezlesých pásů, nebo loupání kůry.

### Ptáci
Počet ptačích druhů vyskytujících se na Šumavě je přibližně 220, z nichž 120-130 zde hnízdí. Nejznámější jsou zřejmě lesní kuři – tetřev hlušec v horských lesích, tetřívek obecný (Tetrao tetrix) na rašeliništích a otevřených mokřadech i celoplošně hojnější jeřábek lesní. Populace tetřeva hlušce na Šumavě je jedinou životaschopnou populací tetřeva v ČR a proto je i velmi citlivá na rušení. V bukových lesích hnízdí puštík bělavý a strakapoud bělohřbetý, nebo bekasína otavní. Druhotná bezlesí jsou velmi významnými hnízdišti takových ptáků, jako je chřástal polní, hýl rudý nebo slavík modráček středoevropský (Luscinia svecica cyanecula). V NP Šumava hnízdí také sokol stěhovavý.
Na území NP a CHKO Šumava je možné pozorovat až tři druhy orlů. Dříve na Šumavě pravidelně hnízdil orel křiklavý (Aquila pomarina). Poslední hnízdění byla prokázána v 70. a 80. letech 20. století. Čas od času lze spatřit na Šumavě orla skalního (Aquila chrysaetos). Novým druhem orla obývajícím Šumavu je od roku 2007 orel mořský (Haliaeetus albicilla). I v dnešní době jsou tito kriticky ohrožení dravci pronásledováni. Nebezpečí pro tyto ptáky představují hlavně otrávené návnady v podobě mrtvých zvířat, která jsou předkládána na újedištích a jimiž se orli převážně v zimním období přiživují, či ilegální odstřel.

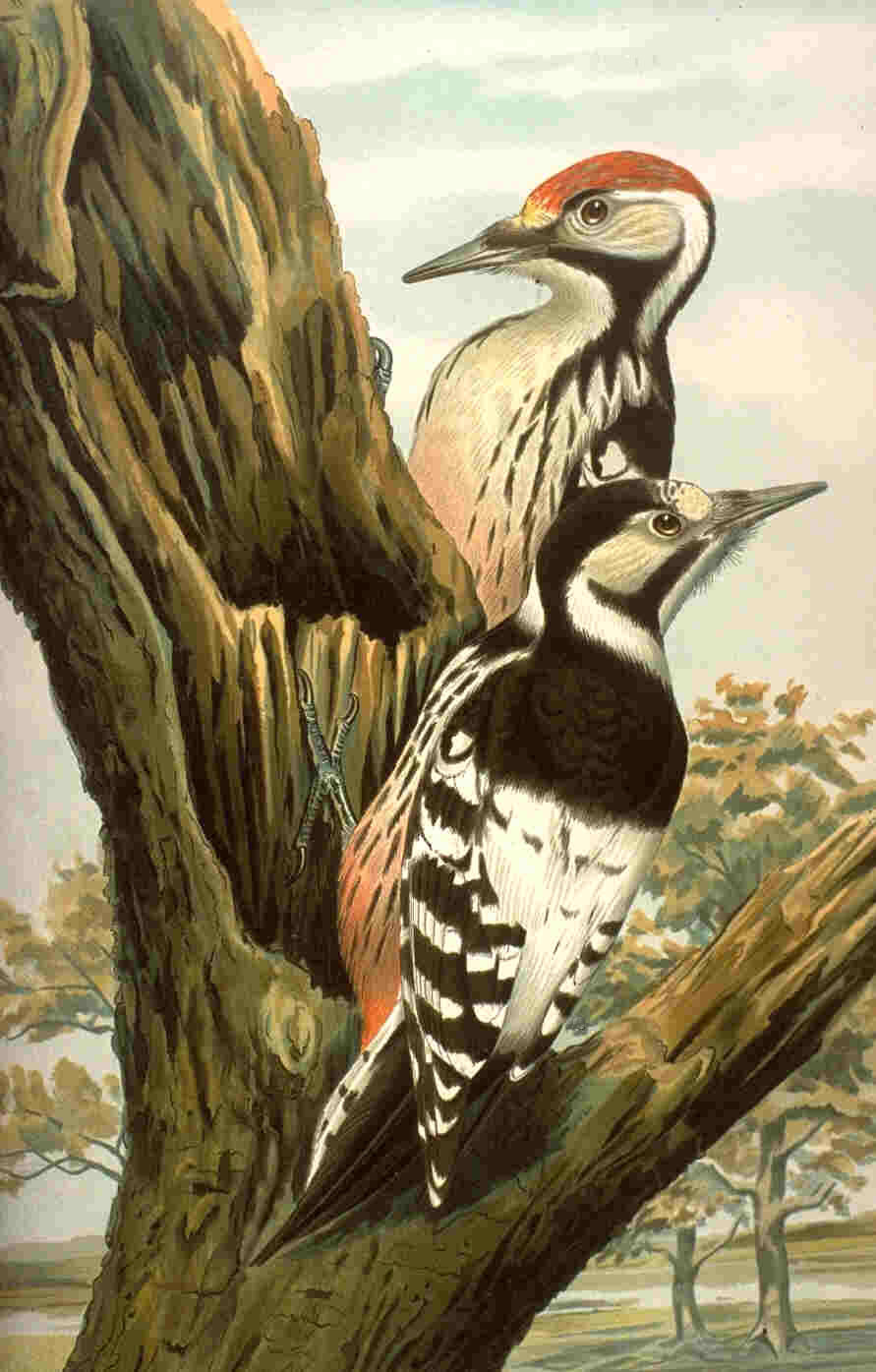
Strakapoud bělohřbetý (Dendrocopos leucotos)
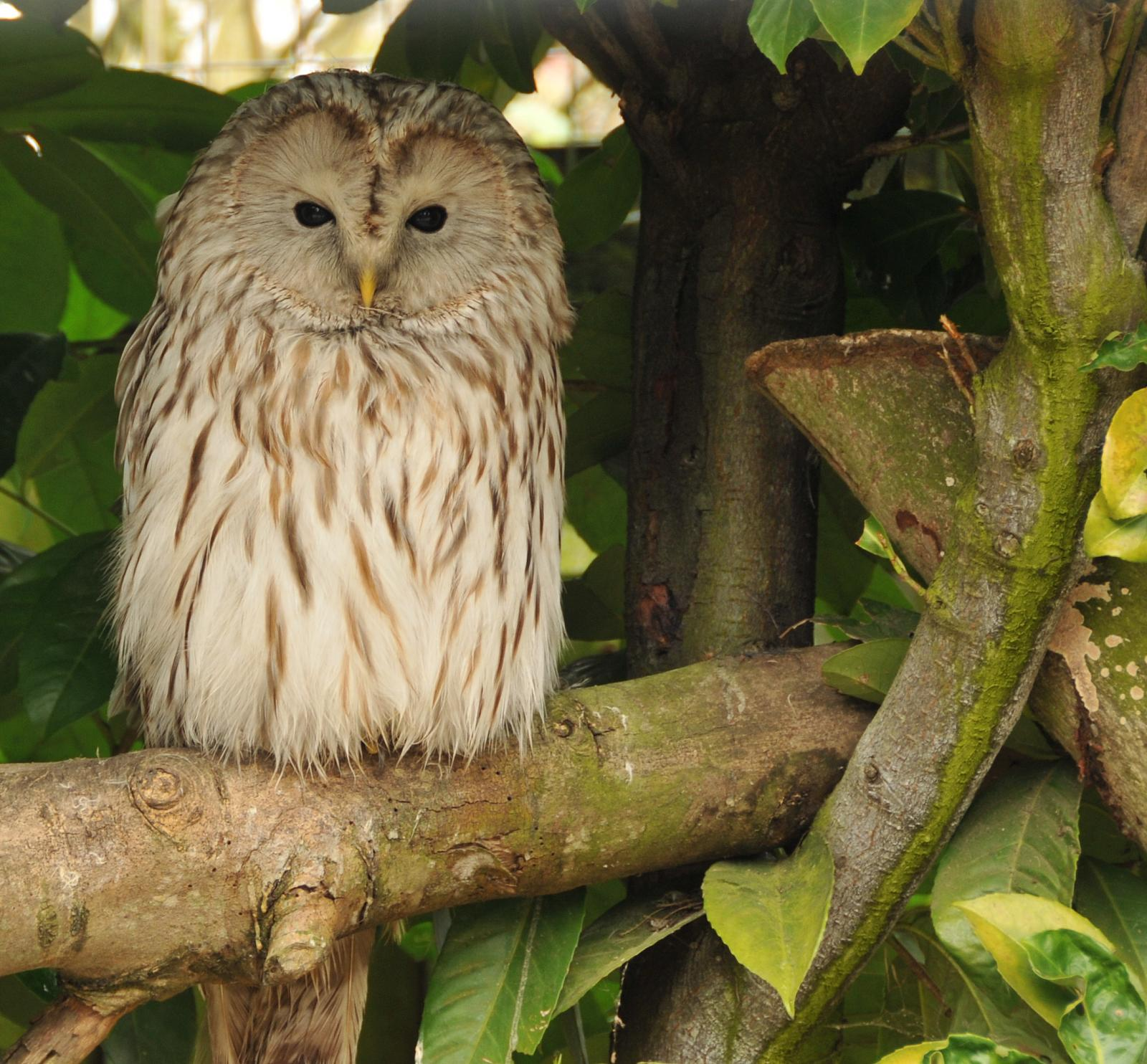
Puštík bělavý (Strix uralensis)
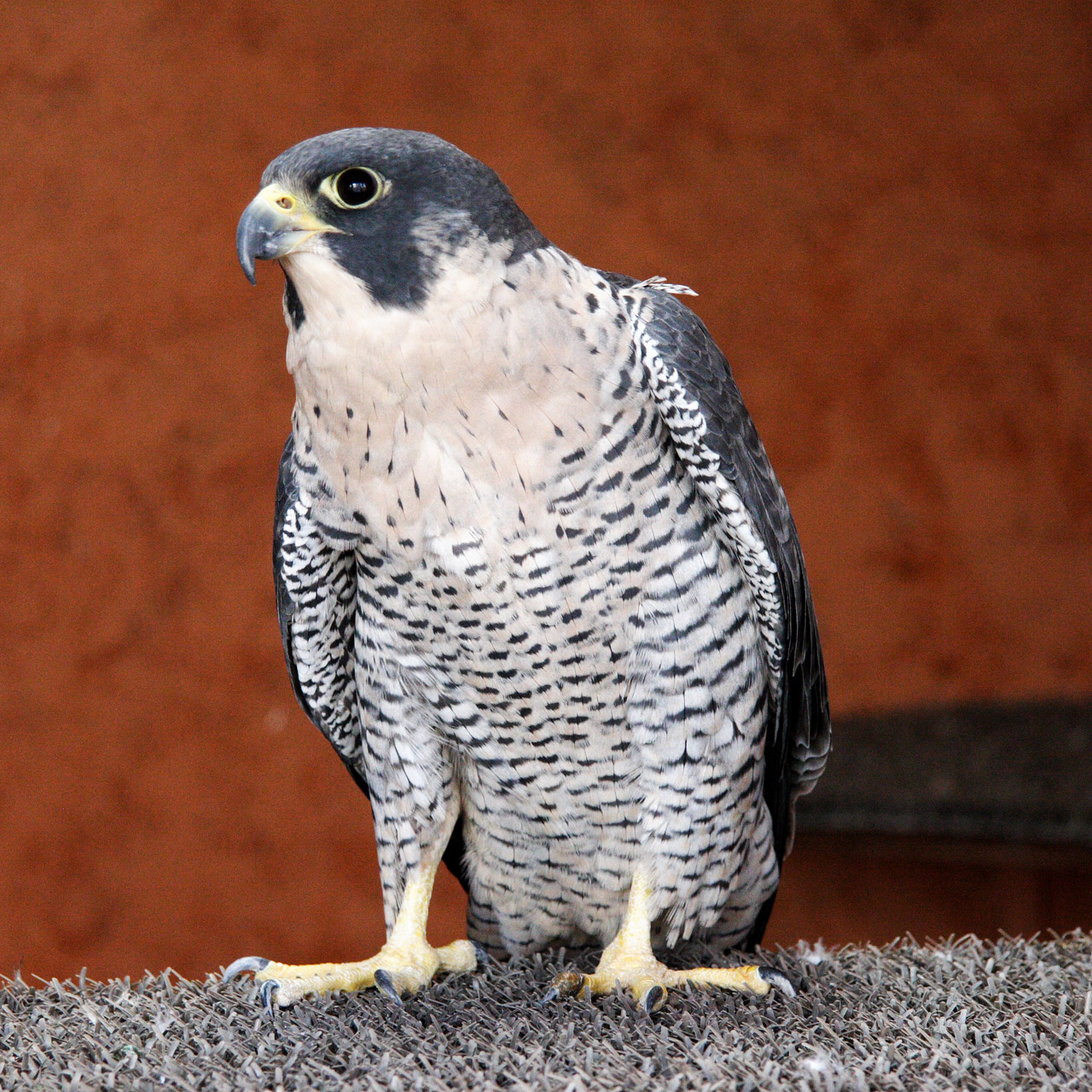
Sokol stěhovavý (Falcon peregrinus)
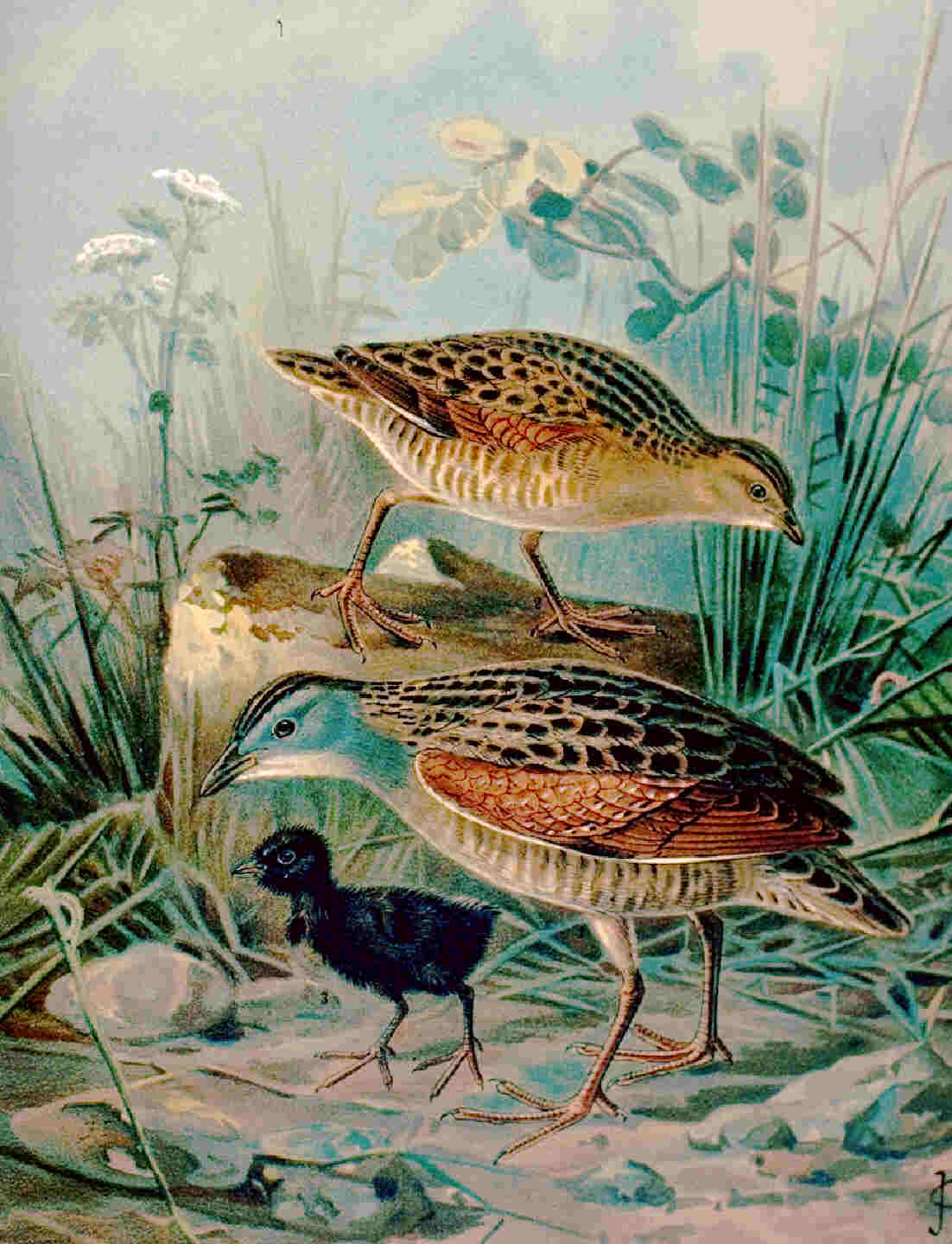
Chřástal polní (Crex crex)
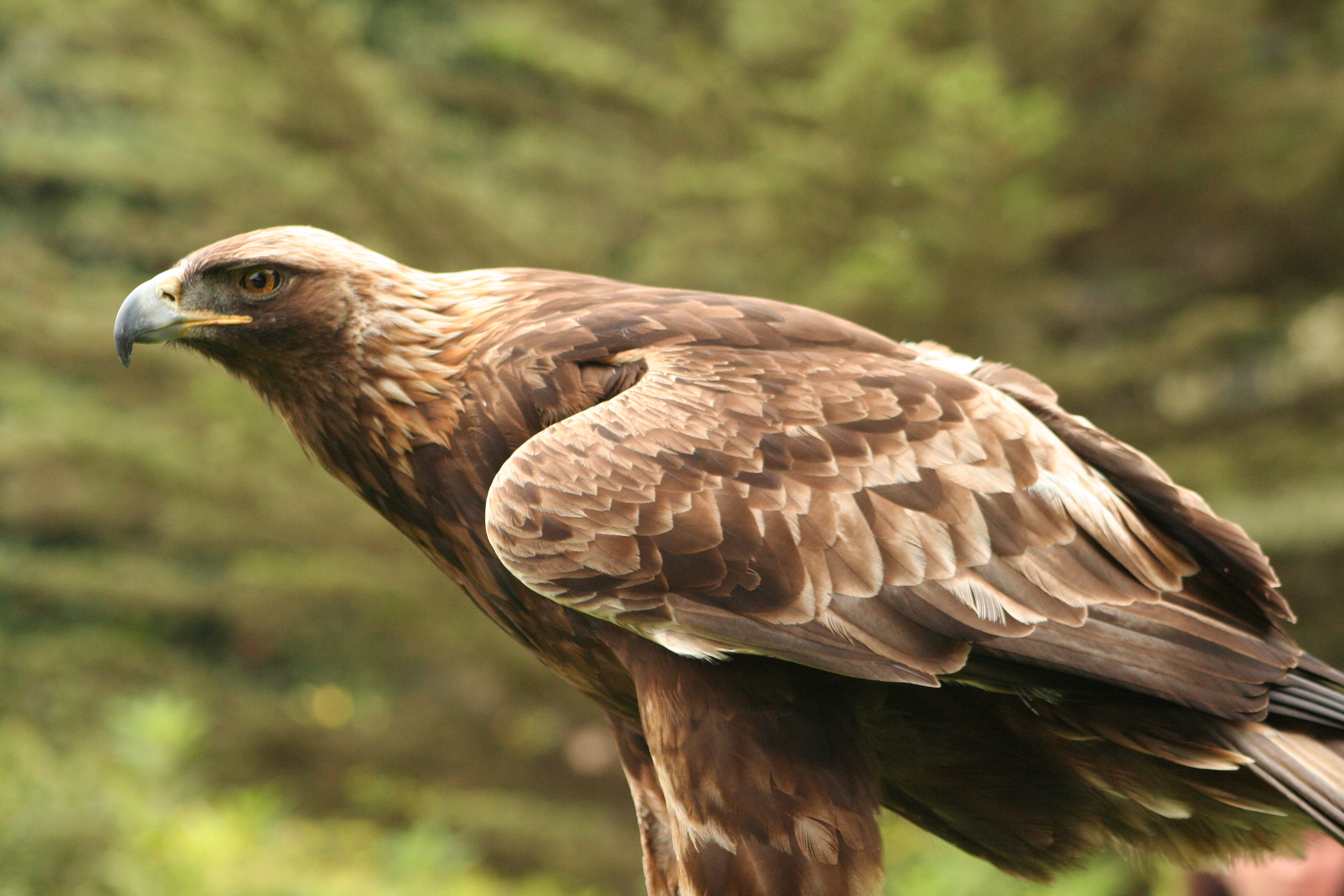
Orel skalní (Aquila chrysaetos)
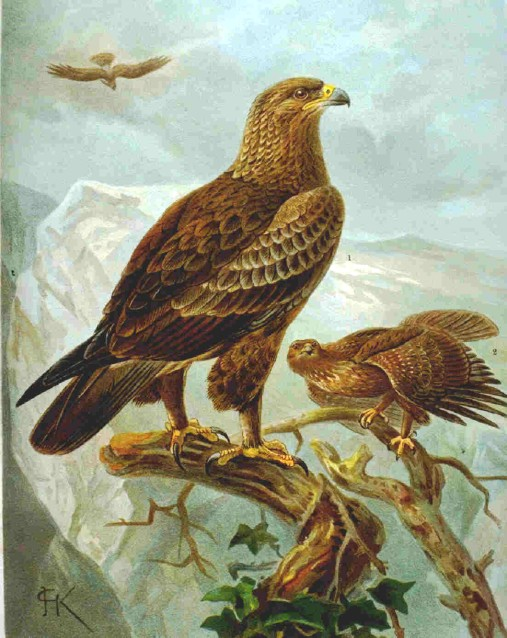
Orel křiklavý (Aquila pomarina)

### Savci
Savci tvoří nepatrnou část šumavské fauny. Mezi vyhubené savce šumavských hvozdů patří například medvědi (poslední zastřelen v roce 1856). Původně již ve středověku byli vyhubeni velcí kopytníci zubr a los, který je však již opět součástí zvířeny. V posledních letech byli opět uměle vysazen jelen, rys ostrovid, kočka divoká a další drobné šelmy. Chybí zde pouze větší šelmy medvěd a vlk, vyhubené zde člověkem až v 19. stol. Dnes je nejznámější šumavskou šelmou v 80. letech 20. stol. úspěšně vysazený rys ostrovid. Myslivecká jednota na území NP pečuje o velké druhy kopytníků, především jelena lesního. Z obratlovců se v NP Šumava pravidelně vyskytují plch velký a plch zahradní. Úkolem národním parku je ochrana původních a ohrožených druhů, jejich biotopů a optimalizace početnosti druhů.

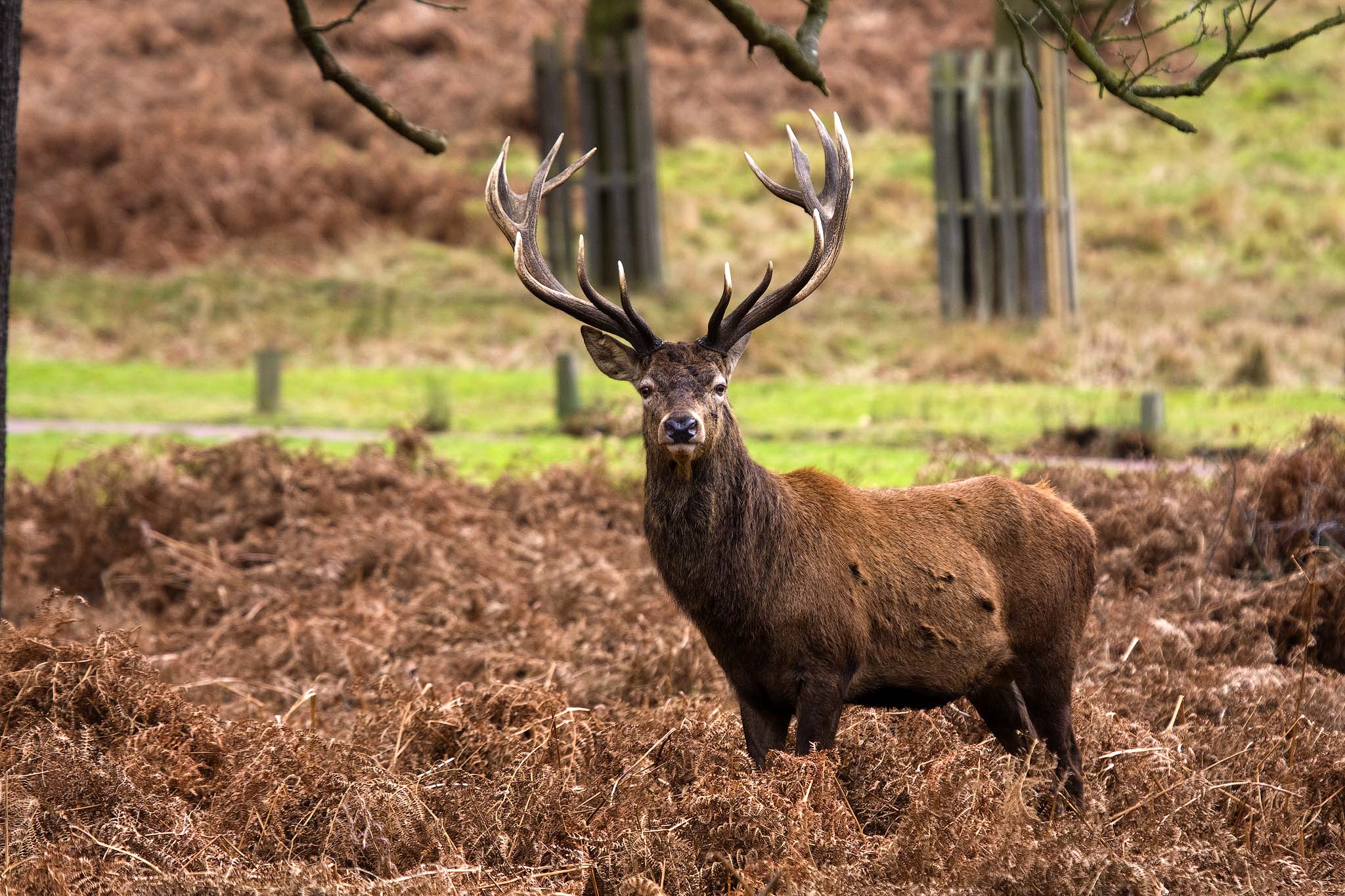
Jelen lesní (Cervus elaphus)
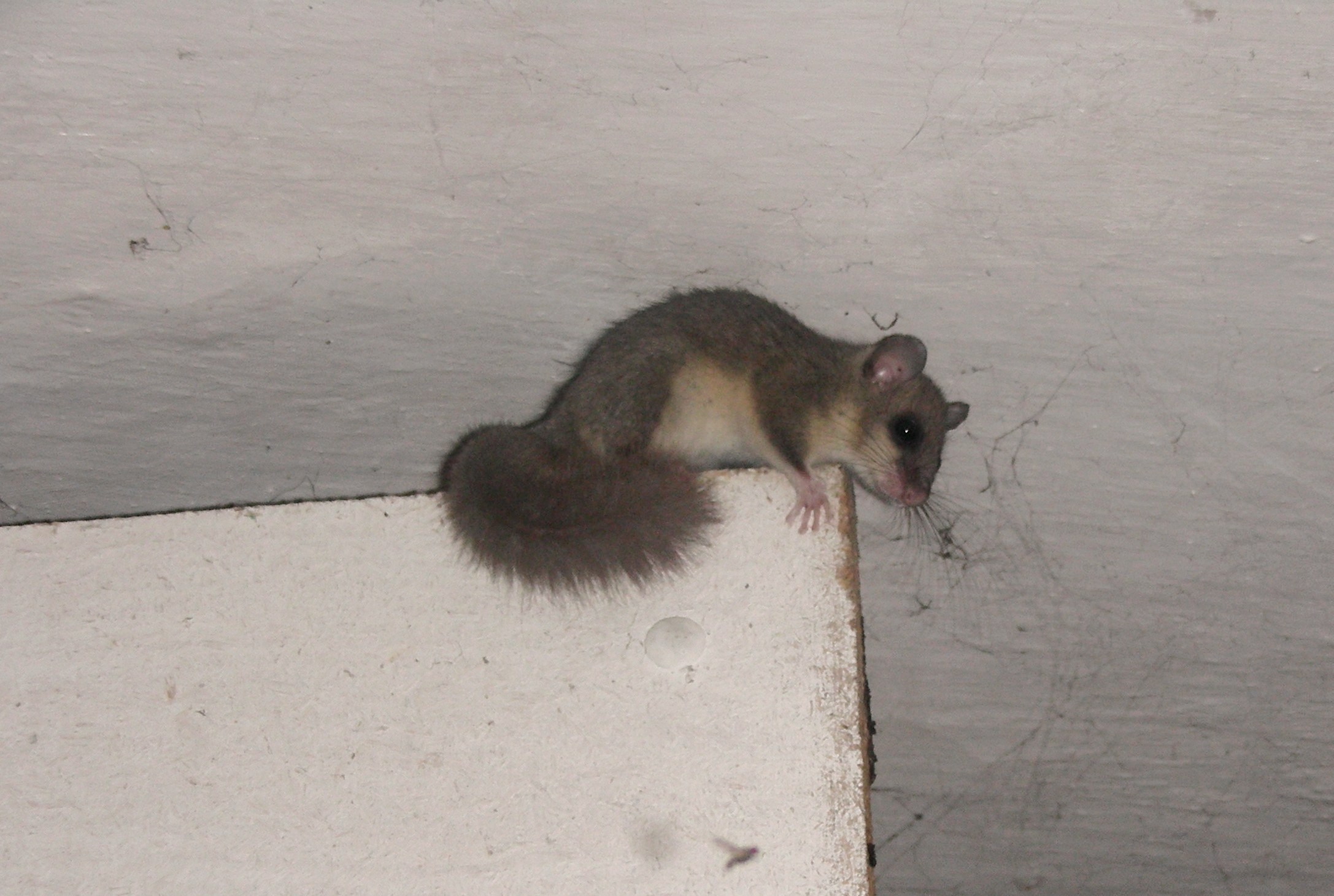
Plch velký (Glis glis)

### Endemity
V karech žije endemický střevlík Šumavy Oreonebria castanea sumavica.

### Elektronické monografie
1. 1 2 3   Flóra - Národní park Šumava: [online]. Neternity Group spol. s r.o. [cit. 2011-07-03]. Dostupné v archivu pořízeném dne 2011-01-29.
2. ↑   Regionálně fytogeografické členění - Národní park Šumava: [online]. [cit. 2011-07-03]. Dostupné v archivu pořízeném dne 2012-04-08.
3. ↑   Flóra - Národní park Šumava: [online]. [cit. 2011-07-03]. Dostupné v archivu pořízeném dne 2020-07-19.
4. ↑   Zpravodaj 5/98 - STAV ŽIVOTNÍHO PROSTŘEDÍ V OBLASTECH ČESKOBUDĚJOVICKÁ OBLAST: [online]. [cit. 2011-07-18]. Dostupné v archivu pořízeném dne 2016-03-07.
5. ↑   Studenti českobudějovického gymnázia likvidovali v NP Šumava invazní rostliny - - Tiskové zprávy 2010 - Národní park Šumava: [online]. Neternity Group spol. s r.o. [cit. 2011-07-04]. Dostupné v archivu pořízeném dne 2012-01-19.
6. ↑   Vegetace - Národní park Šumava: [online]. [cit. 2011-07-03]. Dostupné v archivu pořízeném dne 2012-04-08.
7. 1 2   Květena [online]. [cit. 2011-07-04]. Dostupné online.[nedostupný zdroj]
8. ↑   RISY.cz - Chránění živočichové - Šumava: [online]. [cit. 2011-07-03]. Dostupné v archivu pořízeném dne 2016-03-08.
9. 1 2   Fauna - Národní park Šumava: [online]. Neternity Group spol. s r.o. [cit. 2011-07-04]. Dostupné v archivu pořízeném dne 2012-01-19.
10. ↑   Na Šumavě přemístili 35 otrávených trojnožek proti kůrovci jinam - ČeskéNoviny.cz: [online]. [cit. 2011-07-03]. Dostupné online.
11. ↑   Stráský přiznal, že proti kůrovci použil protizákonně i jedy [online]. [cit. 2011-07-03]. Dostupné online.
12. ↑   Orli na Šumavě - - Tiskové zprávy 2010 - Národní park Šumava: [online]. Neternity Group spol. s r.o. [cit. 2011-07-04]. Dostupné v archivu pořízeném dne 2012-01-19.